# Golpe de Estado en Irán de 1953
El golpe de Estado iraní de 1953, conocido en Irán como el golpe de Estado 28 de Mordad (en persa: کودتای ۲۸ مرداد‎), fue el derrocamiento del primer ministro elegido democráticamente, Mohammad Mosaddegh, en favor del fortalecido gobierno monárquico de Mohammad Reza Pahlavi el 19 de agosto de 1953, orquestado por los Estados Unidos (bajo el nombre de TPAJAX Project u «Operación Ajax») y el Reino Unido (bajo el nombre de Operation Boot —«Operación arranque»—). Fue la primera acción encubierta de los Estados Unidos para derrocar a un gobierno extranjero en tiempos de paz.
Mosaddegh había intentado auditar los documentos de la Anglo-Iranian Oil Company (AIOC), una corporación británica (ahora parte de BP) y limitar el control de la compañía sobre las reservas de petróleo iraníes. Ante la negativa de la AIOC a cooperar con el gobierno iraní, el parlamento (Majlis) votó para nacionalizar la industria petrolera de Irán y expulsar a los representantes corporativos extranjeros del país. Después de esta votación, Gran Bretaña instigó un boicot mundial al petróleo iraní para presionar económicamente a Irán. Inicialmente, Gran Bretaña movilizó a sus militares para tomar el control de la refinería de petróleo de Abadan, construida en Gran Bretaña, y luego la más grande del mundo, pero el primer ministro británico Clement Attlee optó por endurecer el boicot económico mientras usaba agentes iraníes para socavar el gobierno de Mosaddegh.: 3  Juzgando que Mosaddegh no era confiable y temiendo una toma del poder comunista en Irán, el primer ministro británico Winston Churchill y la administración Eisenhower decidieron derrocar al gobierno de Irán, aunque la administración predecesora de Harry Truman se había opuesto a un golpe de Estado, temiendo el precedente que sentaría la participación de la Agencia Central de Inteligencia (CIA).: 3  Las conclusiones de los funcionarios de inteligencia británicos y las solicitudes del gobierno del Reino Unido fueron fundamentales para iniciar y planificar el golpe, a pesar de que el gobierno de los Estados Unidos en 1952 había estado considerando una acción unilateral (sin el apoyo del Reino Unido) para ayudar al gobierno de Mosaddegh.
Tras el golpe de Estado en 1953, se formó un gobierno bajo el mando del general Fazlollah Zahedi que permitió a Mohammad Reza Pahlavi, el último sah de Irán (el rey iraní, en persa), gobernar más firmemente como monarca. Se basó en gran medida en el apoyo de los Estados Unidos para mantenerse en el poder. Según los documentos y registros desclasificados de la CIA, algunos de los mafiosos más temidos en Teherán fueron contratados por la CIA para organizar disturbios pro sah el 19 de agosto. Otros hombres pagados por la CIA fueron llevados a Teherán en autobuses y camiones, y se apoderaron de las calles de la ciudad. Entre 200 y 300 personas murieron a causa del conflicto. Mosaddegh fue arrestado, juzgado y condenado por traición por el tribunal militar del sah. El 21 de diciembre de 1953, fue sentenciado a tres años de cárcel y luego puesto bajo arresto domiciliario el resto de su vida. Otros partidarios de Mosaddegh fueron encarcelados, y varios recibieron la pena de muerte. Después del golpe, el sah continuó su gobierno como monarca durante los siguientes 26 años hasta que fue derrocado en la Revolución iraní en 1979.
En agosto de 2013, sesenta años después, el gobierno de los Estados Unidos reconoció formalmente su papel en el golpe al publicar una gran cantidad de documentos gubernamentales previamente clasificados que muestran que estaba a cargo tanto de la planificación como de la ejecución del golpe, incluido el soborno de políticos iraníes, funcionarios de seguridad y oficiales de alto rango del ejército, así como propaganda pro golpista. Se cita a la CIA reconociendo que el golpe se llevó a cabo «bajo la dirección de la CIA» y «como un acto de política exterior de los Estados Unidos, concebido y aprobado en los niveles más altos del gobierno».

## Contexto histórico
A lo largo del siglo XIX, Irán quedó atrapado entre dos potencias imperiales que avanzaban, Rusia y Gran Bretaña. En 1892, el diplomático británico George Curzon describió a Irán como "piezas en un tablero de ajedrez sobre el que se está jugando una partida para dominar el mundo". Durante la segunda mitad del siglo XIX, las políticas de concesión de la monarquía enfrentaron una mayor oposición. En 1872, un representante del empresario británico Paul Reuter se reunió con el monarca iraní Naser al-Din Shah Qajar y acordó financiar la próspera visita del monarca a Europa a cambio de contratos exclusivos para carreteras iraníes, telégrafos, fábricas, fábricas, extracción de recursos y otras obras públicas, en las cuales Reuter recibiría la suma estipulada por cinco años y el 60% de todos los ingresos netos durante 20 años. Sin embargo, la llamada "concesión de Reuter" nunca se puso en práctica debido a la violenta oposición en el país y desde Rusia. En 1892, el sah se vio obligado a revocar un monopolio del tabaco otorgado al Mayor G.F Talbot, luego de protestas y un boicot generalizado contra el tabaco.

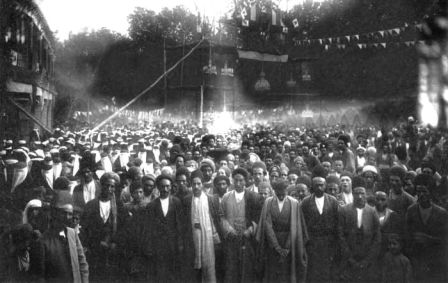
Hombres congregados durante la Revolución constitucional persa (1906).

En 1901, Mozzafar al-Din Shah Qajar otorgó una concesión de búsqueda de petróleo de 60 años a William Knox D'Arcy.: 33  D'Arcy pagó £20 000 (equivalente a £2 millones en 2016), según la periodista convertido en historiador Stephen Kinzer, y se comprometió a partes iguales de propiedad, con un 16% de cualquier futuro beneficio neto, según los cálculos de la empresa.: 48  Sin embargo, el historiador L.P. Elwell-Sutton escribió, en 1955, que "la participación de Persia era 'apenas espectacular' y ningún dinero cambió de manos". El 31 de julio de 1907, D'Arcy se retiró de sus propiedades privadas en Persia y las transfirió a la petrolera Burmah Oil Company, de propiedad británica. El 26 de mayo de 1908, la compañía descubrió petróleo a una profundidad de 360 m. La compañía creció lentamente hasta la Primera Guerra Mundial, cuando la importancia estratégica de Persia llevó al gobierno británico a comprar una participación controladora en la compañía, esencialmente nacionalizando la producción británica de petróleo en Irán.
Los británicos enfurecieron a los persas al intervenir en sus asuntos internos, incluso en la Revolución constitucional persa. Las protestas populares masivas habían obligado a Mozzafar al-Din Shah a permitir la Constitución de 1906, que limitaba sus poderes. Permitió que un parlamento elegido democráticamente, Majlis, promulgara las leyes, y que un primer ministro las firmara y cumpliera. El shah nombraría al primer ministro después de un voto de confianza del Parlamento. Sin embargo, la nueva constitución le dio al shah muchos poderes ejecutivos también. Permitió que el sah emitiera decretos reales (firmán), le otorgó el poder de nombrar y destituir a primeros ministros (con votos de confianza del Parlamento), designar a la mitad de los miembros del Senado (que no se convocó hasta 1949), y presentar proyectos de ley e incluso disolver el Parlamento. Abolió la regla arbitraria, pero el sah sirvió como ejecutivo, en lugar de en un papel ceremonial; en consecuencia, cuando un shah era débil, el gobierno era más democrático, pero cuando el sah actuaba por su cuenta, los aspectos democráticos del gobierno podían quedar al margen. Los aspectos contradictorios de esta constitución causarían conflictos en el futuro. Los británicos y los rusos se opusieron a la Revolución constitucional, que intentaron subvertirla a través del respaldo de Mohammad Ali Shah Qajar (el hijo de Mozzafar-e-din Shah), que intentó romper el gobierno democrático por la fuerza. Un movimiento guerrillero dirigido por Sattar Khan lo depuso en 1910.

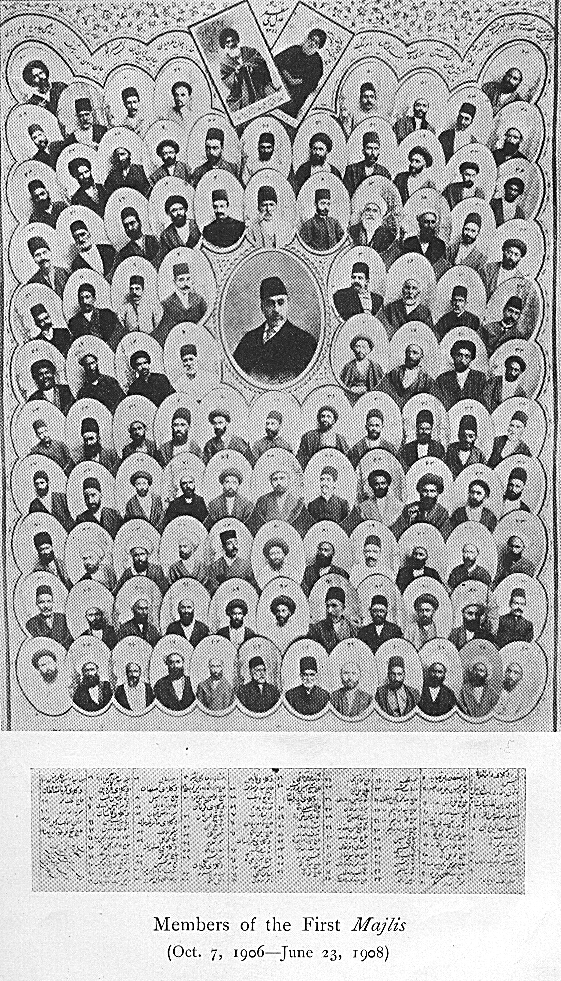
Miembros de los primeros Majlis de Irán (7 de octubre de 1906 — 23 de junio de 1908).

Después de la Primera Guerra Mundial, hubo una insatisfacción política generalizada con los términos de regalías de la concesión petrolera británica, bajo la Anglo-Persian Oil Company (APOC), por la cual Persia recibió el 16% de las "ganancias netas". En 1921, después de años de severa mala gestión bajo la dinastía Qajar, un golpe de Estado (presuntamente respaldado por los británicos) llevó al gobierno al general Reza Shah. Para 1923, se había convertido en primer ministro y se había ganado la reputación de ser un político efectivo sin corrupción. En 1925 bajo su influencia, el Parlamento votó para eliminar a Ahmad Shah Qajar del trono, y Reza Shah fue coronado como Reza Shah Pahlavi, de la dinastía Pahlavi. Reza Shah comenzó un programa de modernización rápido y exitoso en Persia, que hasta ese momento había sido considerado como uno de los países más empobrecidos del mundo. Sin embargo, Reza Shah también fue un gobernante muy duro que no toleraba la disidencia. En la década de 1930, había suprimido toda oposición y había dejado de lado los aspectos democráticos de la constitución. Los opositores fueron encarcelados y en algunos casos incluso ejecutados. Mientras que algunos estuvieron de acuerdo con sus políticas, argumentando que era necesario ya que Irán estaba en tal agitación, otros argumentaron que no estaba justificado. Uno de esos oponentes fue un político llamado Mohammad Mosaddegh, quien fue encarcelado en 1940. La experiencia le dio una aversión duradera por el gobierno autoritario y la monarquía, y ayudó a que Mosaddegh se convirtiera en un defensor dedicado de la nacionalización petrolera completa en Irán.

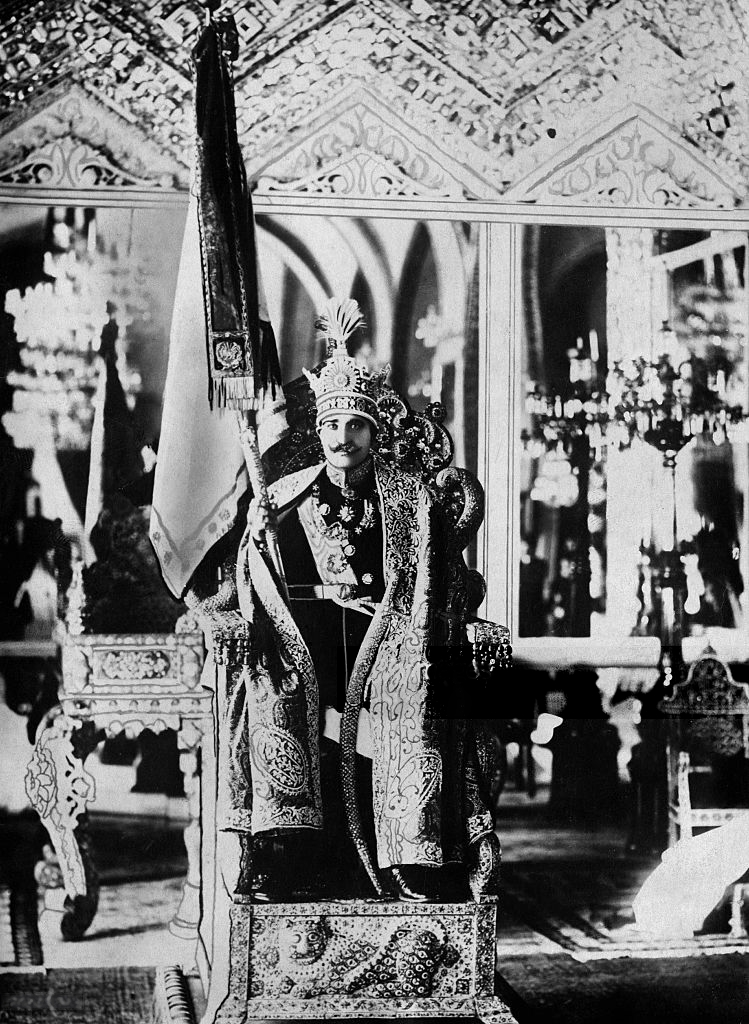
Coronación de Reza Shah Pahlavi el 25 de abril de 1926.

Reza Shah intentó atenuar el poder de las fuerzas coloniales en Irán, y tuvo éxito en gran medida. Sin embargo, también los necesitaba para ayudar a modernizar el país. Lo hizo equilibrando la influencia de varias potencias coloniales, incluida la de Gran Bretaña y Alemania. En la década de 1930, Reza Shah intentó rescindir la concesión de la APOC que la dinastía Qajar había otorgado, pero Irán todavía era débil y Gran Bretaña no lo permitiría. La concesión fue renegociada en términos nuevamente favorables para los británicos (aunque la concesión D'Arcy se suavizó). El 21 de marzo de 1935, Reza Shah cambió el nombre del país de Persia a Irán. La Anglo-Persian Oil Company pasó a llamarse Anglo-Iranian Oil Company (AIOC).
En 1941, después de la invasión nazi de la Unión Soviética, las fuerzas británicas y de la Commonwealth y el Ejército Rojo invadieron Irán. Reza Shah había declarado la neutralidad en la Segunda Guerra Mundial y trató de equilibrar las dos potencias principales, Gran Bretaña y la Alemania nazi. La razón principal de la invasión fue asegurar los campos petroleros de Irán y el Ferrocarril Transiraní para entregar suministros a la Unión Soviética. Reza Shah fue arrestado, depuesto y exiliado por los británicos, y algunos otros funcionarios prominentes también fueron encarcelados. El hijo de 22 años de Reza Shah, Mohammad Reza Pahlavi, se convirtió en el sah de Irán. El nuevo shah, a diferencia de su padre, fue inicialmente un líder suave y, a veces, indeciso. Durante la década de 1940 no asumió en su mayor parte un papel independiente en el gobierno, y gran parte de las políticas autoritarias de Reza Shah fueron revertidas. La democracia iraní fue efectivamente restaurada durante este período como resultado.
Los soldados británicos se retiraron de Irán después del final de la guerra. Sin embargo, bajo Stalin, la Unión Soviética permaneció en parte patrocinando dos «Repúblicas Democráticas Populares» dentro de las fronteras de Irán. El conflicto relacionado terminó cuando Estados Unidos presionó para que el ejército iraní reafirmara el control sobre los dos territorios ocupados. El acuerdo petrolero soviético-iraní acordado anteriormente nunca sería respetado. Los líderes nacionalistas en Irán se hicieron influyentes al buscar una reducción en las intervenciones extranjeras a largo plazo en su país, especialmente la concesión petrolera que era muy rentable para Occidente y no muy rentable para Irán. La AIOC controlada por los británicos se negó a permitir que sus libros sean auditados para determinar si al gobierno iraní se le estaba pagando lo prometido. La intransigencia británica molestó a la población iraní.
Los objetivos de Estados Unidos en el Oriente Medio se mantuvieron igual entre 1947 y 1952, pero su estrategia cambió. Washington se mantuvo "públicamente solidario y privado en desacuerdo" con Gran Bretaña, su aliado de la Segunda Guerra Mundial. El Imperio británico se debilitaba constantemente y, con la vista puesta en las crisis internacionales, Estados Unidos revalorizó sus intereses y los riesgos de ser identificado con los intereses coloniales británicos. "En Arabia Saudí, ante la extrema desaprobación de Gran Bretaña, Washington respaldó el acuerdo entre ARAMCO y Arabia Saudí en el acuerdo 50/50 que tuvo repercusiones en toda la región". El petróleo de Irán había sido descubierto y luego controlado por la AIOC de propiedad británica. El descontento popular con la AIOC comenzó a fines de la década de 1940: un gran segmento del público iraní y varios políticos vieron a la compañía como una herramienta explotadora y central del continuo imperialismo británico en Irán.

## Crisis de la nacionalización petrolera

### Intento de asesinato del sha; Mosaddegh primer ministro
En 1949 un asesino intentó matar al shah. Conmocionado por la experiencia y envalentonado por la simpatía pública por su lesión, el sah comenzó a tomar un papel cada vez más activo en la política. Rápidamente organizó la Asamblea Constituyente de Irán para enmendar la constitución para aumentar sus poderes. Estableció el Senado de Irán, que había sido parte de la Constitución de 1906 pero nunca había sido convocado. El sha tenía derecho a designar a la mitad de los senadores y eligió hombres que simpatizaran con sus objetivos. Mosaddegh pensó que este aumento en el poder político del sha no era democrático; él creía que el sah debería "reinar, pero no gobernar" de una manera similar a las monarquías constitucionales de Europa. Liderados por Mosaddegh, los partidos políticos y los opositores a las políticas del shah se unieron para formar una coalición conocida como el Frente Nacional. La nacionalización del petróleo era un objetivo político importante para el partido.

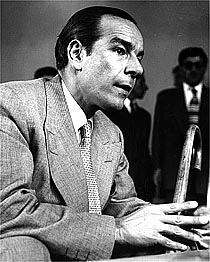
Hossein Fatemi, ministro de asuntos exteriores iraní.

Para 1951, el Frente Nacional había obtenido escaños mayoritarios en el Majlis (Parlamento de Irán) elegido popularmente. Según la constitución de Irán, el partido mayoritario elegido en el parlamento otorgaría un voto de confianza a su candidato a primer ministro, después de lo cual el sah designará al candidato al poder. El primer ministro Haj Ali Razmara, que se opuso a la nacionalización del petróleo por razones técnicas, fue asesinado por el partido de línea dura Fada'iyan-e Islam (cuyo líder espiritual, el ayatolá Abol-Qassem Kashani, mentor del futuro ayatolá Ruhollah Jomeini, fue nombrado presidente del Parlamento por el Frente Nacional). Después de que un voto de confianza del Frente Nacional dominara el Parlamento, Mosaddegh fue nombrado primer ministro de Irán por el sah (en reemplazo de Hossein Ala', quien había reemplazado a Razmara). Bajo una fuerte presión del Frente Nacional, el asesino de Razmara (Khalil Tahmasebi) fue liberado y perdonado, lo que demuestra el poder del movimiento en la política iraní. Por el momento, Mosaddegh y Kashani eran aliados de conveniencia, ya que Mosaddegh vio que Kashani podía movilizar a las "masas religiosas", mientras que Kashani quería que Mosaddegh creara un estado islámico. Las turbas de Fadaiyan de Kashani a menudo atacaban violentamente a los opositores de la nacionalización y los opositores del gobierno del Frente Nacional, así como a los "objetos inmorales", actuando a veces como "ejecutores" no oficiales del movimiento. Sin embargo, para 1953 Mosaddegh se estaba volviendo cada vez más opuesto a Kashani, ya que este último estaba contribuyendo a la inestabilidad política de masas en Irán. Kashani, a su vez, reprendió a Mosaddegh por no "islamizar" Irán, ya que este último creía firmemente en la separación de la religión y el estado.
El sha y su primer ministro tenían una relación antagónica. Parte del problema surgió del hecho de que Mosaddegh estaba conectado por sangre a la antigua dinastía real Qajar y vio al rey Pahlavi como un usurpador al trono. Pero el verdadero problema surgió del hecho de que Mosaddegh representaba una fuerza prodemocrática que quería moderar el gobierno del shah en la política iraní. Quería que el sah fuera un monarca ceremonial en lugar de un monarca gobernante, dando así al gobierno electo poder sobre el sah no elegido. Mientras que la constitución de Irán le dio al shah el poder de gobernar directamente, Mosaddegh usó el bloque del Frente Nacional unido y el apoyo popular generalizado para el voto de nacionalización del petróleo (este último que también apoyó el sah) para bloquear la capacidad del sah de actuar. Como resultado, el problema de la nacionalización del petróleo se entrelazó cada vez más con el movimiento prodemocrático de Mosaddegh. El abatido shah estaba enojado por la "insolencia" de Mosaddegh (según Abbas Milani, se paseaba furioso por las habitaciones de su palacio al pensar que sería reducido a una figura decorativa). Pero Mosaddegh y la popularidad de la nacionalización petrolera impidieron que el sah actuara contra su primer ministro (lo que estaba permitido por la constitución de Irán, algo que Mosaddegh sintió que un rey no tenía derecho a hacer). En 1952 el sah despidió a Mosaddegh, reemplazándolo por Ahmad Qavam (un primer ministro veterano). Pero las protestas generalizadas de los partidarios de Mosaddegh dieron como resultado que el sah lo reincorporara de inmediato.

### Nacionalización del petróleo y crisis de Abadán
A finales de 1951, el Parlamento de Irán, en una votación casi unánime, aprobó el acuerdo de nacionalización del petróleo. El proyecto de ley fue ampliamente popular entre la mayoría de los iraníes, y generó una gran ola de nacionalismo e inmediatamente puso a Irán en desacuerdo con Gran Bretaña (el puñado de parlamentarios que no estaban de acuerdo con él votaron por él también frente al abrumador apoyo popular y la ira del Fada'iyan). La nacionalización hizo que Mosaddegh fuera instantáneamente popular entre millones de iraníes, consolidándolo como un héroe nacional y colocándolo a él y a Irán en el centro de la atención mundial. Muchos iraníes sintieron que, por primera vez en siglos, estaban tomando el control de los asuntos de su país. Muchos también esperaban que la nacionalización resultaría en un aumento masivo de riqueza para los iraníes.

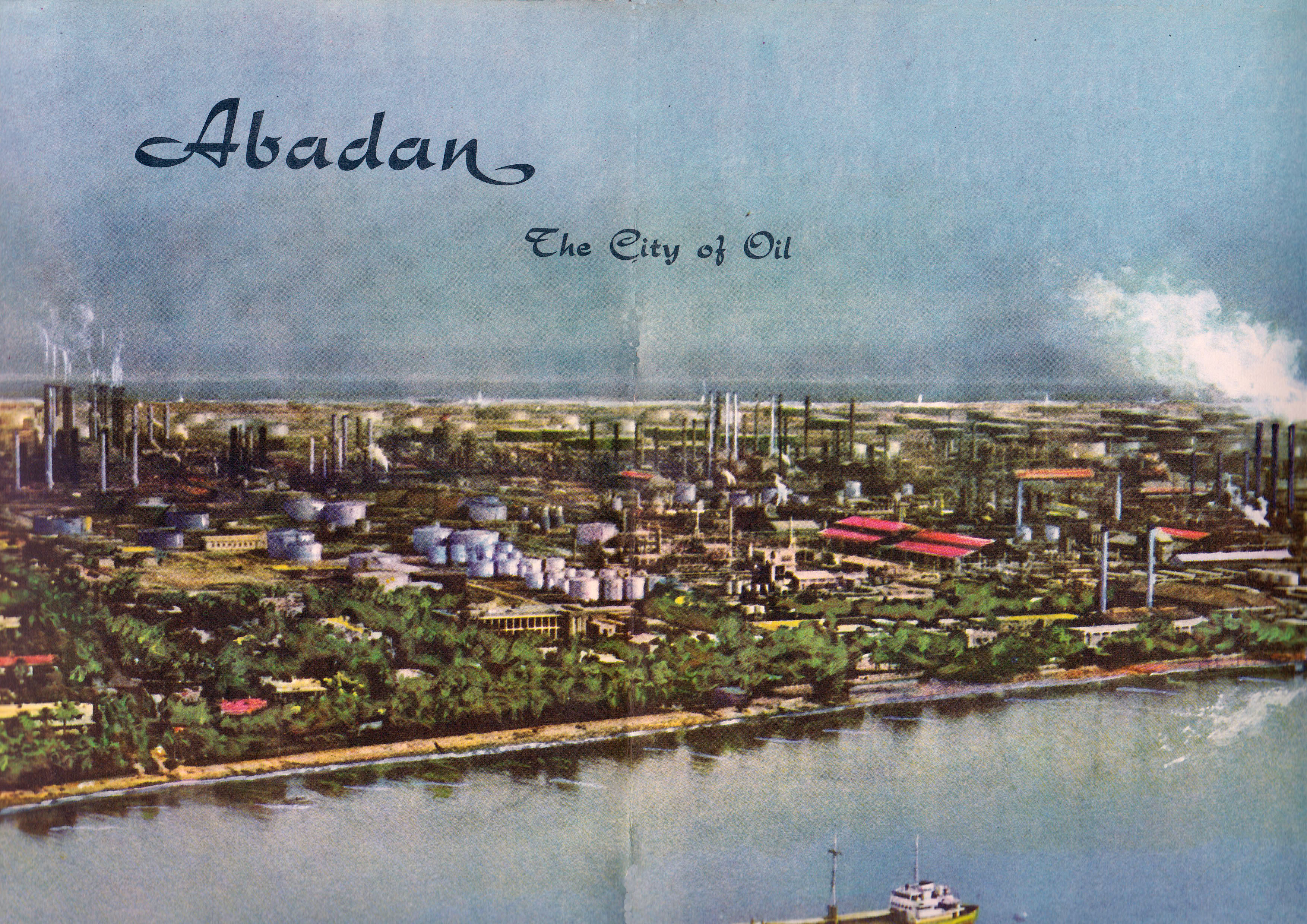
Una imagen de la Anglo-Iranian Oil Company en Abadán.

Gran Bretaña ahora se enfrentó al gobierno nacionalista recién elegido en Irán, donde Mosaddegh, con un fuerte respaldo del parlamento y el pueblo iraní, exigió acuerdos concesionales más favorables, a lo que Gran Bretaña se opuso enérgicamente. El Departamento de Estado de los Estados Unidos no solo rechazó la demanda de Gran Bretaña de que continúe siendo el principal beneficiario de las reservas petroleras iraníes, sino que "los intereses petroleros internacionales de los Estados Unidos se encontraban entre los beneficiarios de los acuerdos de concesión que siguieron a la nacionalización".
Mohammad Mosaddegh intentó negociar con la AIOC, pero la compañía rechazó su compromiso propuesto. El plan de Mosaddegh, basado en el compromiso de 1948 entre el gobierno venezolano de Rómulo Gallegos y Creole Petroleum, dividiría las ganancias del petróleo 50/50 entre Irán y Gran Bretaña. Contra la recomendación de Estados Unidos, Gran Bretaña rechazó esta propuesta y comenzó a planear socavar y derrocar al gobierno iraní.
En julio de 1951, el diplomático estadounidense Averell Harriman fue a Irán para negociar un compromiso anglo-iraní, pidiendo la ayuda del shah; su respuesta fue que "frente a la opinión pública, no había forma de que pudiera decir una palabra en contra de la nacionalización".: 106  Harriman celebró una conferencia de prensa en Teherán, pidiendo razón y entusiasmo para enfrentar la "crisis de nacionalización". Tan pronto como habló, un periodista se levantó y gritó: "¡Nosotros y el pueblo iraní apoyamos al primer ministro Mosaddegh y la nacionalización del petróleo!". Todos los presentes comenzaron a vitorear y luego salieron de la habitación; el abandonado Harriman sacudió la cabeza con consternación.: 106 
En una visita a los Estados Unidos en octubre de 1951, Mosaddegh, a pesar de la popularidad de la nacionalización en Irán, acordó en conversaciones con George C. McGhee un acuerdo complejo de la crisis que implica la venta de la refinería de Abadán a una empresa no británica y el control iraní de la extracción de petróleo crudo. Estados Unidos esperó hasta que Winston Churchill se convirtiera en primer ministro para presentar el acuerdo, creyendo que sería más flexible, pero el acuerdo fue rechazado por los británicos.
La National Iranian Oil Company sufrió una disminución de la producción, debido a la inexperiencia iraní y las órdenes de la AIOC de que los técnicos británicos no trabajen con ellos, lo que provocó la crisis de Abadán que se vio agravada por el bloqueo de los mercados de exportación de la Royal Navy para presionar a Irán para que no nacionalice su petróleo. Los ingresos iraníes fueron mayores, porque las ganancias se destinaron al tesoro nacional de Irán en lugar de a las compañías petroleras privadas extranjeras. En septiembre de 1951, los británicos prácticamente habían cesado la producción de campos petroleros de Abadán, prohibieron la exportación británica a Irán de productos básicos británicos clave (incluido el azúcar y el acero),: 110  y habían congelado las cuentas en divisas de Irán en los bancos británicos. El primer ministro británico, Clement Attlee, consideró apoderarse de la refinería de petróleo de Abadán por la fuerza, pero en cambio resolvió un embargo por parte de la Royal Navy, deteniendo cualquier barco que transportara petróleo iraní por transportar la llamada "propiedad robada". En su reelección como primer ministro, Winston Churchill adoptó una postura aún más dura contra Irán.: 145 
El Reino Unido llevó su caso antinacionalización contra Irán a la Corte Internacional de Justicia de La Haya; el primer ministro Mosaddegh dijo que el mundo aprendería de un "país cruel e imperialista" robando a un "pueblo necesitado y desnudo". El tribunal dictaminó que no tenía jurisdicción sobre el caso. Sin embargo, los británicos continuaron imponiendo el embargo del petróleo iraní. En agosto de 1952, el primer ministro iraní, Mosaddegh, invitó a un ejecutivo petrolero estadounidense a visitar Irán y la administración Truman recibió con agrado la invitación. Sin embargo, la sugerencia molestó a Churchill, que insistió en que Estados Unidos no socavara su campaña para aislar a Mosaddegh: "Gran Bretaña estaba apoyando a los estadounidenses en Corea y tenía derecho a esperar la unidad angloamericana en Irán".: 145 

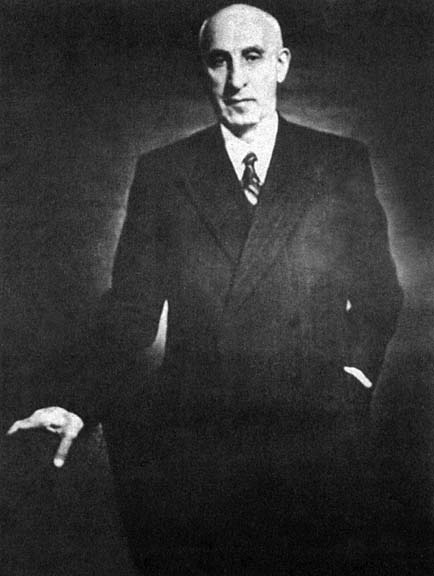
El primer ministro iraní Mohammad Mosaddegh en 1951.

A mediados de 1952, el embargo británico al petróleo iraní fue devastadoramente efectivo. Los agentes británicos en Teherán "trabajaron para subvertir" al gobierno de Mosaddegh, que buscó ayuda del presidente Truman y luego del Banco Mundial, pero fue en vano. "Los iraníes se estaban volviendo cada vez más pobres e infelices" y la coalición política de Mosaddegh se estaba deshilachando. Para empeorar las cosas, el presidente del Parlamento, el ayatolá Kashani, el principal defensor administrativo de Mosaddegh, se opuso cada vez más al primer ministro, porque Mosaddegh no estaba convirtiendo a Irán en un estado islámico. Para 1953, se había vuelto completamente contra él y apoyó el golpe, privando a Mosaddegh del apoyo religioso, mientras se lo daba al shah.
En las elecciones de Majlis en la primavera de 1952, Mosaddegh "tenía poco que temer de una votación libre, ya que a pesar de los problemas del país, era ampliamente admirado como un héroe. Sin embargo, una votación libre no era lo que otros planeaban. Agentes británicos se habían desplegado en todo el país, sobornando a candidatos y a los jefes regionales que los controlaban. Esperaban llenar el Majlis con diputados que votarían para destituir a Mosaddegh. Sería un golpe realizado por medios aparentemente legales".: 135 
Si bien el Frente Nacional, que a menudo apoyaba a Mosaddegh, ganó fácilmente en las grandes ciudades, no había nadie para controlar la votación en las zonas rurales. La violencia estalló en Abadán y otras partes del país donde las elecciones fueron muy disputadas. Ante el hecho de tener que abandonar Irán hacia La Haya, donde Gran Bretaña estaba demandando por el control del petróleo iraní, el gabinete de Mosaddegh votó para posponer el resto de las elecciones hasta después del regreso de la delegación iraní de La Haya.: 136–137 
Mientras que Mosaddegh se enfrentó al desafío político, se enfrentó a otro que la mayoría de los iraníes consideraba mucho más urgente. El bloqueo británico de los puertos marítimos iraníes significó que Irán se quedó sin acceso a los mercados donde podía vender su petróleo. El embargo tuvo el efecto de hacer que Irán cayera en bancarrota. Decenas de miles habían perdido sus empleos en la refinería de Abadán, y aunque la mayoría entendía y apoyaba apasionadamente la idea de la nacionalización, naturalmente esperaban que Mosaddegh encontrara una manera de volverlos a poner a trabajar. La única forma en que podía hacer eso era vendiendo petróleo.: 136–137 
Para empeorar las cosas, el Partido Comunista Tudeh, que apoyó a la Unión Soviética y había intentado matar al shah solo cuatro años antes, comenzó a infiltrarse en el ejército y enviar multitudes para "apoyar a Mosaddegh" (pero en realidad para marginar a todos los no comunistas oponentes). Anteriormente, el Tudeh había denunciado a Mosaddegh, pero en 1953 cambiaron de táctica y decidieron "apoyarlo". El Tudeh atacó violentamente a sus oponentes con el pretexto de ayudar al primer ministro (la prima de la futura reina de Irán, Farah Pahlavi, fue apuñalada a la edad de 13 años en su escuela por activistas de Tudeh) y sin saberlo ayudó a que la reputación de Mosaddegh decayera a pesar de que nunca los avaló oficialmente. Sin embargo, en 1953 él y el Tudeh habían formado una alianza no oficial de conveniencia entre ellos; los Tudeh eran los "soldados de infantería" de su gobierno, reemplazando efectivamente al Fada'iyan en ese papel, mientras esperaban secretamente que Mosaddegh instituyera el comunismo. Las turbas pro-shah también llevaron a cabo ataques contra oponentes de Mosaddegh, y puede haber habido cierta coordinación de la CIA.
Preocupado por los otros intereses de Gran Bretaña en Irán y (gracias al partido Tudeh) creyendo que el nacionalismo de Irán era realmente un complot respaldado por los soviéticos, Gran Bretaña persuadió al secretario de Estado de los Estados Unidos, John Foster Dulles, de que Irán estaba cayendo ante los soviéticos, explotando eficazmente la mentalidad de la Guerra Fría estadounidense. Como el presidente Harry S. Truman estaba ocupado luchando en la guerra de Corea, no estuvo de acuerdo en derrocar al gobierno del primer ministro Mohammad Mosaddegh. Sin embargo, en 1953, cuando Dwight D. Eisenhower fue elegido presidente, el Reino Unido convenció a Estados Unidos de que emprendiera un golpe de Estado conjunto.

### Últimos meses del gobierno de Mosaddegh

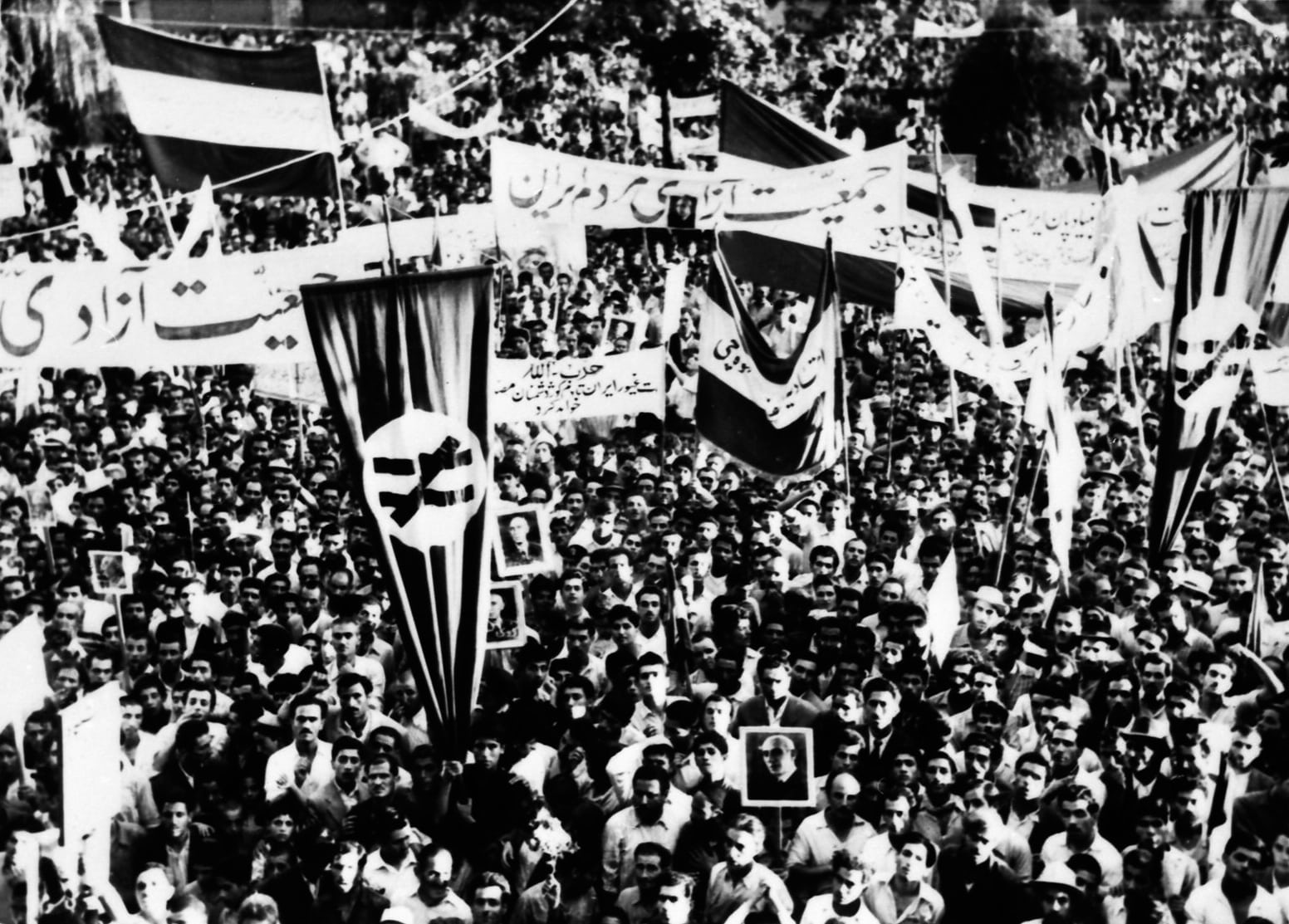
Manifestaciones a favor de Mosaddegh en Teherán, el 16 de agosto de 1953.

Para 1953, las tensiones económicas causadas por el embargo británico y la agitación política comenzaron a afectar la popularidad y el poder político de Mosaddegh. La gente lo culpaba cada vez más por la crisis económica y política. La violencia política se estaba generalizando en forma de enfrentamientos callejeros entre grupos políticos rivales. Mosaddegh estaba perdiendo popularidad y apoyo entre la clase trabajadora, que había sido su mayor defensor. A medida que perdió apoyo, se volvió más autocrático. Ya en agosto de 1952, comenzó a confiar en los poderes de emergencia para gobernar, generando controversia entre sus partidarios. Después de un intento de asesinato de uno de sus ministros del gabinete y de él mismo, ordenó el encarcelamiento de docenas de sus opositores políticos. Este acto generó un enojo generalizado entre el público en general y generó acusaciones de que Mosaddegh se estaba convirtiendo en un dictador. La alianza no oficial del partido Tudeh con Mosaddegh provocó temores al comunismo, y cada vez más eran los comunistas los que participaban en manifestaciones pro Mosaddegh y atacaban a los opositores.
A mediados de 1953, una masa de renuncias de los partidarios parlamentarios de Mosaddegh redujo los escaños del Frente Nacional en el Parlamento. Un referéndum para disolver el Parlamento y otorgarle al primer ministro el poder de promulgar leyes fue presentado a los votantes, y fue aprobado con una aprobación del 99,9%, con 2 043 300 votos a favor frente a 1 300 votos en contra. El referéndum amañado fue ampliamente visto por los opositores como un acto dictatorial, y el sah y el resto del gobierno fueron despojados efectivamente de sus poderes para gobernar. Cuando Mosaddegh disolvió el Parlamento, sus oponentes denunciaron este acto porque efectivamente se había dado a sí mismo "poder total". Irónicamente, este acto antidemocrático de un primer ministro elegido democráticamente resultaría en una cadena de eventos que conducirían a su caída.
El propio shah inicialmente se opuso a los planes golpistas y apoyó la nacionalización del petróleo, pero se unió después de que la CIA le informara que él también sería "depuesto" si no seguía la corriente. La experiencia lo dejó con un asombro de por vida del poder estadounidense y contribuiría a sus políticas proestadounidenses, al tiempo que generaba odio hacia los británicos. La decisión de Mosaddegh de disolver el Parlamento también contribuyó a su decisión.

## Ejecución de la Operación Ajax
El pretexto oficial para el inicio del golpe fue el decreto de Mosaddegh de disolver el Parlamento, dándose a sí mismo y a su gabinete el poder completo para gobernar, mientras despojaba al sah de sus poderes. Resultó en que lo acusaron de darse "poderes totales y dictatoriales". El sha, que se había resistido a las demandas de la CIA por el golpe, finalmente accedió a apoyarlo. Habiendo obtenido la aprobación del sha, la CIA ejecutó el golpe. Los conspiradores golpistas redactaron firmanes (decretos reales) que desestimaron a Mosaddegh y nombraron al general Fazlollah Zahedi (un leal que había ayudado a Reza Shah a reunir a Irán décadas antes). Después de firmar los decretos y entregárselos al general Zahedi, él y la reina Soraya partieron a una semana de vacaciones en el norte de Irán. El sábado 15 de agosto, el coronel Nematollah Nassiri, el comandante de la Guardia Imperial, entregó a Mosaddegh un firmán del sha donde lo despedía. Mosaddegh, que había sido advertido del complot, probablemente por el Partido Comunista Tudeh, rechazó al primer hombre y arrestó a Nassiri. Mosaddegh argumentó en su juicio después del golpe de Estado que, bajo la monarquía constitucional iraní, el sah no tenía derecho constitucional a emitir una orden de destitución del primer ministro electo sin el consentimiento del Parlamento. Sin embargo, la constitución en ese momento permitió tal acción, que Mosaddegh consideró injusto. La acción fue publicitada en Irán por la CIA y en los Estados Unidos por The New York Times. Los partidarios de Mosaddegh (millones de partidarios del Frente Nacional, así como miembros del Partido Tudeh) salieron a las calles en violentas protestas. Tras el fallido intento de golpe, el sah, acompañado por su segunda esposa, Soraya Esfandiary-Bakhtiari y Aboul Fath Atabay, huyó a Bagdad. Al llegar sin previo aviso, el sah pidió permiso para que él y su consorte permanecieran en Bagdad durante unos días antes de continuar hacia Europa. Después de consultas gubernamentales de alto nivel, fueron escoltados a la Casa Blanca, la casa de huéspedes del gobierno iraquí, antes de volar a Italia en un avión volado por Mohammad Amir Khatami.

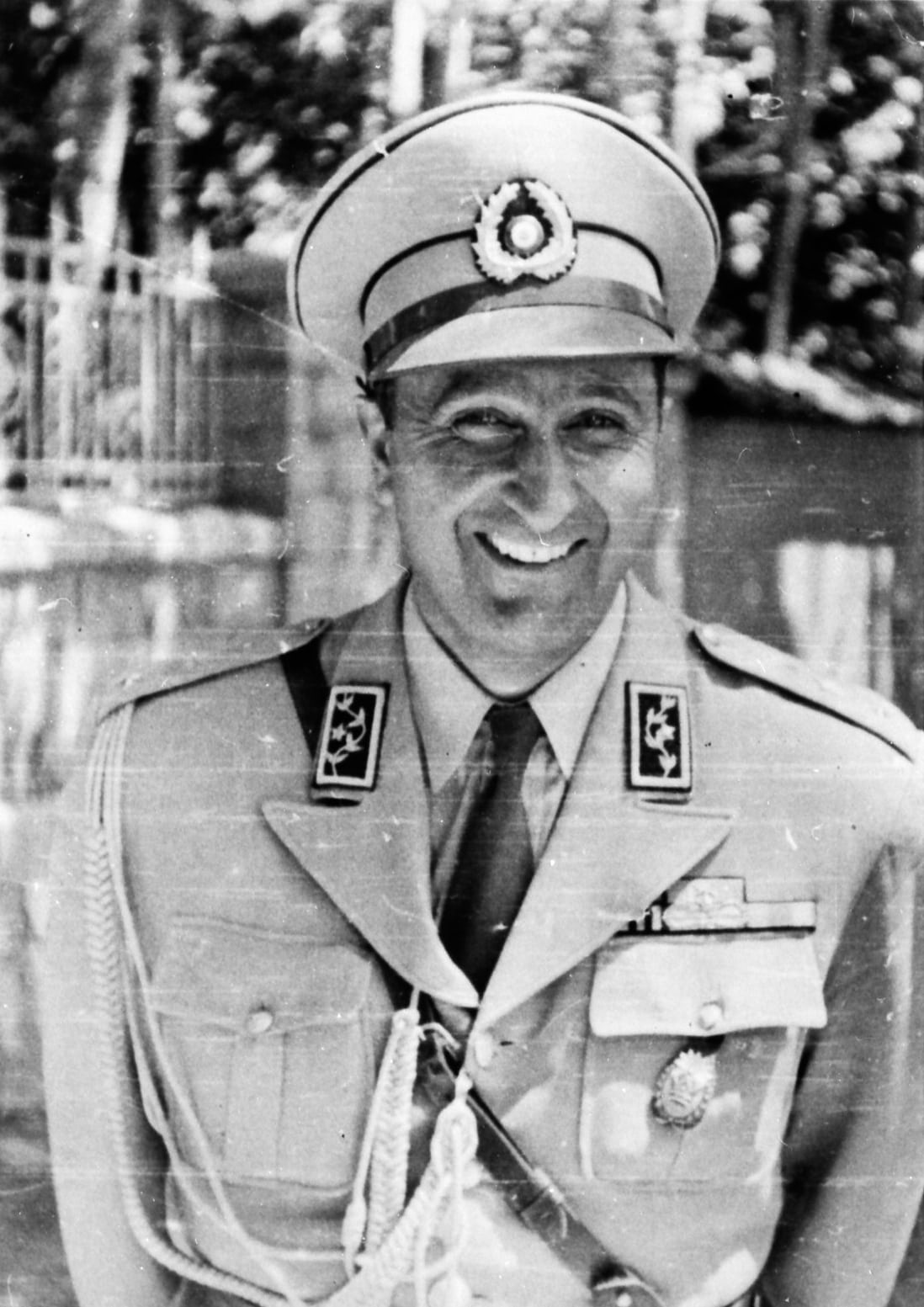
Nematollah Nassiri.

Después de que el primer intento de golpe fracasara, el general Zahedi, declarando que era el primer ministro legítimo de Irán, se trasladó entre varias casas de seguridad que intentaban evitar el arresto. Mosaddegh ordenó a las fuerzas de seguridad capturar a los golpistas y decenas fueron encarcelados. Mosaddegh creyó que había tenido éxito y que tenía el control total del gobierno. Asumiendo que el golpe había fracasado, les pidió a sus seguidores que regresaran a sus hogares y continuaran con sus vidas como siempre. Los miembros del partido Tudeh también regresaron a sus hogares, sin realizar más tareas de cumplimiento. Se le ordenó a la CIA que abandonara Irán, aunque Kermit Roosevelt Jr. tardó en recibir el mensaje, supuestamente debido a la interferencia del MI6 y continuó ansiosamente fomentando los disturbios contra Mosaddegh. La administración Eisenhower consideró cambiar su política para apoyar a Mosaddegh y el subsecretario de Estado Walter Bedell Smith comentó el 17 de agosto: "Cualquiera que sea su culpa, Mosaddegh no amaba a los rusos y la ayuda oportuna podría permitirle mantener el comunismo bajo control".
El general Zahedi, que todavía estaba huyendo, se reunió en secreto con el pro shah ayatolá Mohammad Behbahani y otros partidarios de shah. Allí (usando el dinero de la CIA conocido como "dólares Behbahani"), rápidamente crearon un nuevo plan. Ya en ese momento, gran parte de la clase alta del país estaba conmocionada por la huida del sah de Irán, los temores al comunismo y los arrestos de opositores por parte de Mosaddegh. Ellos capitalizaron este sentimiento en sus planes. El ayatolá Behbahani también usó su influencia para reunir manifestantes religiosos contra Mosaddegh.
El 19 de agosto, los infiltrados contratados que se hacían pasar por miembros del partido Tudeh comenzaron a organizar una "revolución comunista". Vinieron y alentaron a los miembros reales de Tudeh a unirse. Pronto, los miembros de Tudeh salieron a las calles atacando prácticamente cualquier símbolo del capitalismo, saqueando negocios privados y destruyendo tiendas. Gran parte del distrito financiero del sur de Teherán, incluidos los bazares, fueron destrozados. Con la repentina repulsión pública masiva contra este acto, la siguiente parte del plan de Zahedi entró en acción. Desde los bazares destrozados, un segundo grupo de infiltrados pagados, esta vez haciéndose pasar por partidarios del shah, organizó multitudes furiosas de iraníes comunes que estaban aterrorizados por una "revolución comunista" y asqueados por la violencia.
A mitad del día, grandes multitudes de ciudadanos regulares, armados con armas improvisadas, salieron a las calles en manifestaciones masivas y golpearon a los miembros del partido Tudeh. Bajo la autoridad de Zahedi, el ejército abandonó sus cuarteles y expulsó a los comunistas Tudeh y luego asaltó todos los edificios del gobierno con el apoyo de los manifestantes. Mosaddegh huyó después de que un tanque disparase un solo proyectil contra su casa, pero luego se entregó a la custodia del ejército. Para evitar más derramamiento de sangre, rechazó un último intento de organizar a sus seguidores. Al final del día, Zahedi y el ejército tenían el control del gobierno. A pesar del papel de la CIA en la creación de las condiciones para el golpe, hay poca evidencia que sugiera que Kermit Roosevelt Jr. u otros funcionarios de la CIA fueron directamente responsables de las acciones de los manifestantes o el ejército el 19 de agosto. Incluso se ha sugerido que las actividades de Roosevelt entre el 15 y el 19 de agosto estaban destinadas principalmente a organizar "redes secundarias como parte de la evacuación planificada de la CIA del país", aunque le permitieron luego "reclamar responsabilidad por el resultado del día".
El shah se quedó en un hotel en Italia hasta que se enteró de lo que había sucedido, sobre lo cual declaró "con asfixia": "Sabía que me amaban". Allen Dulles, el director de la CIA, voló con el sah de Roma a Teherán. Zahedi reemplazó oficialmente a Mosaddegh. Mosaddegh fue arrestado, juzgado y originalmente condenado a muerte. Pero por orden personal del sha, su sentencia fue conmutada por tres años de aislamiento en una prisión militar, seguido de arresto domiciliario hasta su muerte.

## Implicación de Estados Unidos
Como condición para restaurar la Anglo-Iranian Oil Company, en 1954 los Estados Unidos exigieron la eliminación del monopolio de la AIOC; cinco compañías petroleras estadounidenses, Royal Dutch Shell, y la Compagnie Française des Pétroles, iban a extraer el petróleo de Irán después del exitoso golpe de Estado: la «Operación Ajax». El sha declaró que esto era una "victoria" para los iraníes, con la afluencia masiva de dinero de este acuerdo que resolvió el colapso económico de los últimos tres años y le permitió llevar a cabo sus proyectos de modernización planificados.

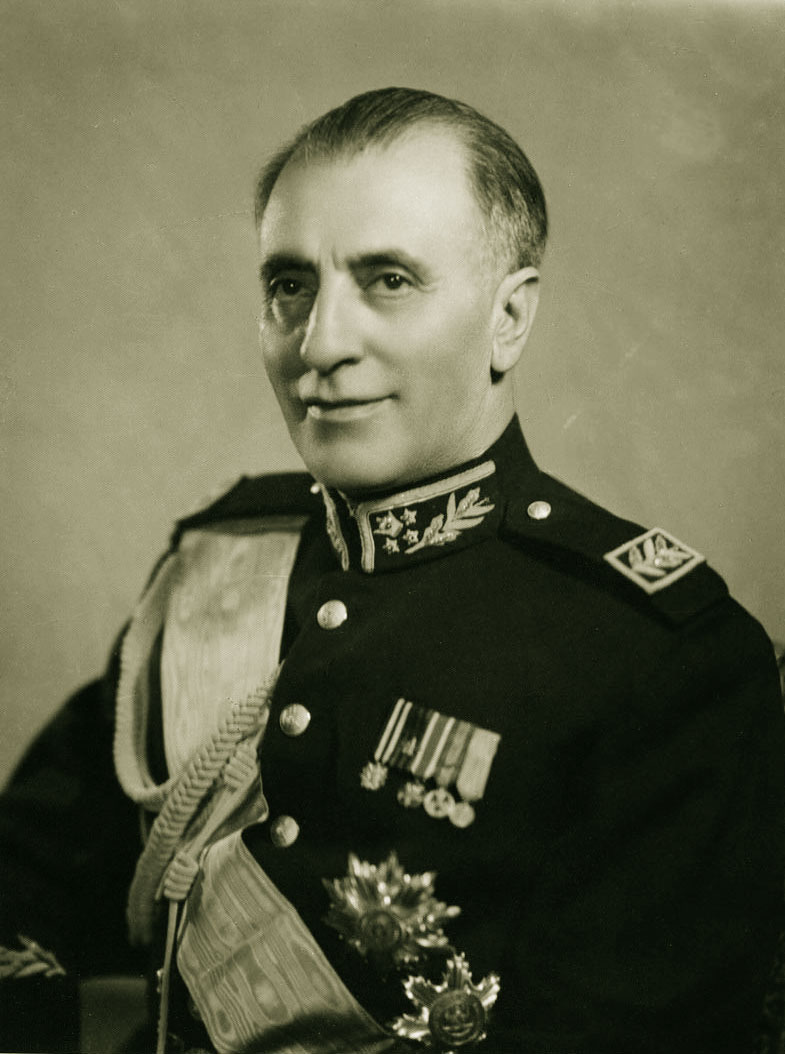
Fazlollah Zahedi

Como parte de eso, la CIA organizó guerrillas anticomunistas para luchar contra el Partido Tudeh si tomaban el poder en el caos de la «Operación Ajax». Los documentos publicados del Archivo de Seguridad Nacional mostraron que el subsecretario de Estado Walter Bedell Smith informó que la CIA había acordado con los líderes tribales kashgai, en el sur de Irán, establecer un refugio clandestino desde donde pudieran operar guerrillas y espías financiados por Estados Unidos.
El líder formal de la «Operación Ajax» fue el oficial superior de la CIA Kermit Roosevelt, Jr., mientras que el agente de carrera Donald Wilber fue el líder operativo, planificador y ejecutor de la deposición de Mosaddegh. El golpe de Estado dependía de que el impotente shah destituyera al popular y poderoso primer ministro y lo reemplazara con el general Fazlollah Zahedi, con la ayuda del coronel Abbas Farzanegan, un hombre acordado por los británicos y los estadounidenses después de determinar su política antisoviética. La CIA envió al mayor general Norman Schwarzkopf para persuadir al sha exiliado de que volviera a gobernar Irán. Schwarzkopf entrenó a las fuerzas de seguridad que se conocerían como SAVAK para asegurar el control del poder del sha.
El golpe fue llevado a cabo por la administración estadounidense de Dwight D. Eisenhower en una acción encubierta defendida por el Secretario de Estado John Foster Dulles e implementado bajo la supervisión de su hermano Allen Dulles, el director de Inteligencia Central. El golpe fue organizado por la CIA de los Estados Unidos y el MI6 del Reino Unido, dos agencias de espionaje que ayudaron a los monárquicos y a los elementos monárquicos del ejército iraní. Gran parte del dinero fue canalizado a través del proshah ayatolá Mohammad Behbahani, quien atrajo a muchas masas religiosas a la trama. El ayatolá Kashani se había vuelto completamente contra Mosaddegh y apoyó al shah, en este punto.
Según un documento de la CIA publicado en el Archivo de Seguridad Nacional en respuesta a una solicitud de la Freedom of Information Act, "los documentos disponibles no indican quién autorizó a la CIA a comenzar a planificar la operación, pero casi con certeza fue el propio presidente Eisenhower. El biógrafo de Eisenhower, Stephen Ambrose, ha escrito que la ausencia de documentación refleja el estilo del presidente".
El documento de la CIA luego cita de la biografía de Ambisen de Eisenhower:

Antes de entrar en la operación, Ajax tenía que contar con la aprobación del Presidente. Eisenhower no participó en ninguna de las reuniones que establecieron Ajax; solo recibió informes orales sobre el plan; y no lo discutió con su gabinete o el NSC. Estableciendo un patrón que mantendría durante toda su presidencia, mantuvo su distancia y no dejó documentos que pudieran implicar al Presidente en cualquier golpe de estado proyectado. Pero en la intimidad de la Oficina Oval, durante los cócteles, Foster Dulles lo mantuvo informado y mantuvo un estricto control sobre las actividades de la CIA.

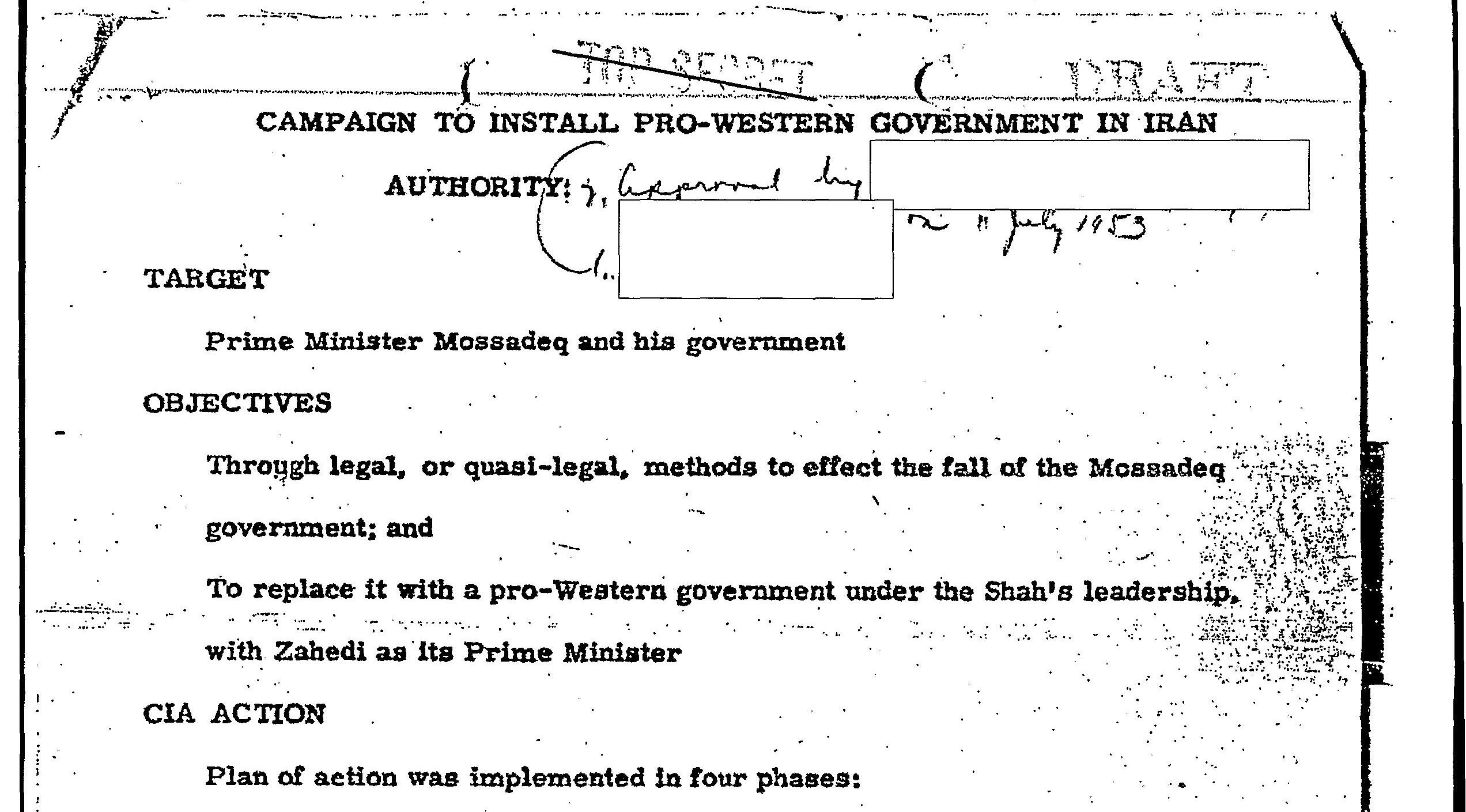
Confirmación para la ejecución de la «Operación Ajax».

El oficial de la CIA Kermit Roosevelt, Jr., nieto del expresidente Theodore Roosevelt, llevó a cabo la operación planeada por el agente de la CIA Donald Wilber. Una versión de la historia de la CIA, escrita por Wilber, se refería a la operación como TPAJAX.
Durante el golpe, Roosevelt y Wilber, representantes de la administración Eisenhower, sobornaron a funcionarios, reporteros y empresarios del gobierno iraní. También sobornaron a matones callejeros para apoyar al shah y oponerse a Mosaddegh. El depuesto líder iraní, Mosaddegh, fue llevado a la cárcel y el general iraní Fazlollah Zahedi se nombró primer ministro en el nuevo gobierno pro occidental.
Otra táctica que Roosevelt admitió usar fue sobornar a los manifestantes para que atacaran símbolos del shah, mientras cantaban consignas pro Mosaddegh. Como rey, el sah fue visto en gran medida como un símbolo de Irán en ese momento por muchos iraníes y monárquicos. Roosevelt declaró que cuanto más mostraban estos agentes su odio por el sah y atacaban sus símbolos, más causaba que al ciudadano iraní promedio no le gustara y desconfiara de Mosaddegh.
Las agencias de espionaje británicas y estadounidenses fortalecieron la monarquía a Irán al respaldar al shah pro occidental durante los siguientes 26 años. El shah fue derrocado en 1979. El derrocamiento del gobierno electo de Irán en 1953 aseguró el control occidental de los recursos petroleros de Irán e impidió que la Unión Soviética compitiera por el petróleo iraní. Algunos clérigos iraníes cooperaron con las agencias de espionaje occidentales porque no estaban satisfechos con el gobierno secular de Mosaddegh.
Si bien se conocen los contornos generales de la operación, "los historiadores pensaron ampliamente que los registros de la CIA tienen el potencial de agregar profundidad y claridad a una operación de inteligencia famosa pero poco documentada", escribió el periodista Tim Weiner en The New York Times, el 29 de mayo de 1997.
"La Agencia Central de Inteligencia, que se ha comprometido reiteradamente durante más de cinco años a hacer públicos los archivos de su misión secreta para derrocar al gobierno de Irán en 1953, dijo hoy que destruyó o perdió casi todos los documentos hace décadas".
Un historiador que fue miembro del personal de la CIA en 1992 y 1993 dijo hoy en una entrevista que los registros fueron borrados por "una cultura de destrucción" en la agencia. El historiador, Nick Cullather, dijo que creía que los registros de otras operaciones encubiertas importantes de la Guerra Fría se habían quemado, incluidos los de misiones secretas en Indonesia en la década de 1950 y un exitoso golpe patrocinado por la CIA en Guyana a principios de la década de 1960.

"Irán, no hay nada", dijo Cullather. "Indonesia, muy poco. Guyana, eso fue quemado".
Donald Wilber, uno de los oficiales de la CIA que planeó el golpe de Estado de 1953 en Irán, escribió un reporte titulado, Historia del servicio clandestino para el derrocamiento del primer ministro Mossadeq de Irán: noviembre de 1952 - agosto de 1953. Wilber dijo que uno de los objetivos del golpe era fortalecer al sha. En 2000, James Risen en The New York Times obtuvo la versión secreta de la CIA del golpe escrito por Wilber y resumió su contenido, que incluye lo siguiente:
A principios de agosto, la CIA aumentó la presión. Los operativos iraníes que se hacían pasar por comunistas amenazaron a los líderes musulmanes con "un castigo salvaje si se oponían a Mossadegh", buscando provocar un sentimiento anticomunista en la comunidad religiosa.
Además, según la historia secreta, la casa de al menos un musulmán prominente fue bombardeada por agentes de la CIA que se hicieron pasar por comunistas. No dice si alguien resultó herido en este ataque.
La agencia estaba intensificando su campaña de propaganda. Al principal propietario de un periódico se le otorgó un préstamo personal de alrededor de $45 000, "en la creencia de que esto haría que su órgano fuera responsable de nuestros propósitos".

El shah permaneció intransigente. En una reunión del 1 de agosto con el general Norman Schwarzkopf, se negó a firmar los decretos escritos por la CIA que despiden al Sr. Mossadegh y nombran al general Zahedi. Dijo que dudaba que el ejército lo apoyaría en un enfrentamiento.
El Archivo de Seguridad Nacional de la Universidad George Washington contiene el reporte completo de Wilber, junto con muchos otros documentos y análisis relacionados con el golpe.
En una conversación telefónica realizada en enero de 1973 en 2009, el presidente de los Estados Unidos, Richard Nixon, le dijo al director de la CIA, Richard Helms, que estaba esperando la confirmación del Senado para convertirse en el nuevo embajador de los Estados Unidos en Irán, que Nixon quería que Helms fuera un "embajador regional" en los estados petrolíferos del Golfo Pérsico, y señaló que Helms había sido compañero de escuela del shah Reza Pahlavi.

### Publicación de documentos y reconocimiento oficial
En agosto de 2013, en el 60.º aniversario del golpe, el gobierno de los Estados Unidos publicó documentos que mostraban que estaban involucrados en la organización del golpe. Los documentos también describen las motivaciones detrás del golpe y las estrategias utilizadas para organizarlo. El Reino Unido había tratado de censurar la información sobre su papel en el golpe; un número significativo de documentos sobre el golpe de Estado permaneció clasificado. La publicación de los documentos desclasificados, que marcó el primer reconocimiento oficial de Estados Unidos de su papel, fue visto como un gesto de buena voluntad por parte de la administración Obama.
En junio de 2017, la Oficina del Historiador del Departamento de Estado de los Estados Unidos publicó su versión histórica revisada del evento. El volumen de registros históricos "se centra en la evolución del pensamiento de los Estados Unidos sobre Irán, así como en la operación encubierta del gobierno de los Estados Unidos que resultó en el derrocamiento de Mosadeq el 19 de agosto de 1953". Aunque algunos de los registros relevantes fueron destruidos hace mucho tiempo, el lanzamiento contiene una colección de aproximadamente 1 000 páginas, de las cuales solo una pequeña cantidad permanece clasificada. Una revelación es que la CIA "intentó suspender el golpe fallido pero fue rescatada por un espía insubordinado".
En marzo de 2018, el Archivo de Seguridad Nacional publicó un memorando británico desclasificado que alegaba que la Embajada de los Estados Unidos envió "grandes sumas de dinero" a "personas influyentes", principalmente clérigos iraníes de alto rango, en los días previos al derrocamiento de Mosaddeq.
La CIA pagó una gran suma para llevar a cabo la operación. Dependiendo de los gastos a contar, el costo final se estima que varía de $100 000 a $20 millones. La CIA le dio al gobierno de Zahedi $5 millones después del golpe con el propio Zahedi recibiendo un millón extra.

### Motivos de los Estados Unidos
Los historiadores no están de acuerdo sobre lo que motivó a Estados Unidos a cambiar su política hacia Irán y organizar el golpe. El historiador de Oriente Medio Ervand Abrahamian identificó el golpe de Estado como "un caso clásico de nacionalismo que choca con el imperialismo en el Tercer Mundo". Afirma que el Secretario de Estado Dean Acheson admitió que la "'amenaza comunista' era una cortina de humo" al responder al reclamo del presidente Eisenhower de que el partido Tudeh estaba a punto de asumir el poder.
 A lo largo de la crisis, el "peligro comunista" fue más un recurso retórico que un problema real, es decir, era parte del discurso de la Guerra Fría... El Tudeh no era rival para las tribus armadas y el ejército de 129 000 hombres. Además, los británicos y los estadounidenses tenían suficiente información privilegiada para confiar en que el partido no tenía planes de iniciar una insurrección armada. Al comienzo de la crisis, cuando la administración Truman tenía la impresión de que era posible un compromiso, Acheson había enfatizado el peligro comunista y advirtió que si Mosaddegh no recibía ayuda, el Tudeh se haría cargo. El Ministerio de Asuntos Exteriores (británico) había respondido que el Tudeh no era una amenaza real. Pero, en agosto de 1953, cuando el Ministerio de Asuntos Exteriores se hizo eco de la afirmación de la administración Eisenhower de que el Tudeh estaba a punto de asumir el control, Acheson respondió que no había tal peligro comunista. Acheson fue lo suficientemente honesto como para admitir que el tema del Tudeh era una cortina de humo.

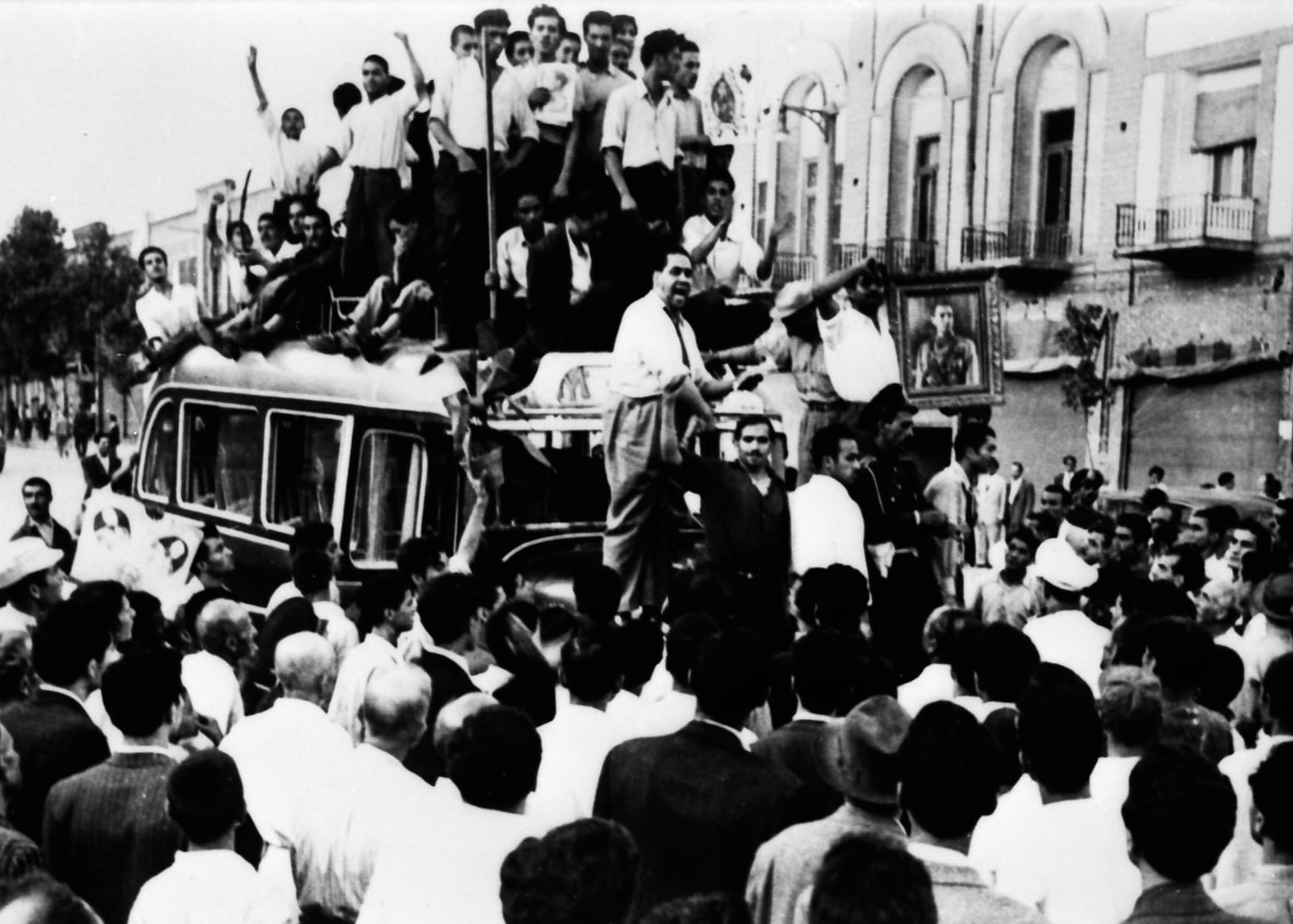
Hombres leales al sha el 19 de agosto de 1953 en Teherán.

Abrahamian afirma que el petróleo de Irán fue el foco central del golpe, tanto para los británicos como para los estadounidenses, aunque "gran parte del discurso en ese momento lo vinculaba con la Guerra Fría". Abrahamian escribió: "Si Mosaddegh hubiera logrado nacionalizar la industria petrolera británica en Irán, eso habría sido un ejemplo y los estadounidenses lo vieron en ese momento como una amenaza para los intereses petroleros de Estados Unidos en todo el mundo, porque otros países harían lo mismo". Mosaddegh no quería ninguna solución de compromiso que permitiera cierto grado de control extranjero. Abrahamian dijo que Mosaddegh "quería una verdadera nacionalización, tanto en teoría como en práctica".
Tirman señala que los propietarios de tierras agrícolas eran políticamente dominantes en Irán, bien en la década de 1960 y el monarca, las agresivas políticas de expropiación de tierras de Reza Shah, en beneficio de sí mismo y de sus partidarios, resultaron en que el gobierno iraní fuera el mayor propietario de tierras de Irán. "Además, los terratenientes y los productores de petróleo tuvieron un nuevo respaldo, ya que los intereses estadounidenses se ejercieron por primera vez en Irán. La Guerra Fría comenzaba y los desafíos soviéticos se veían en todos los movimientos de izquierda. Pero los reformadores estaban en la raíz nacionalistas, no comunistas y el problema que los galvanizó por encima de todos los demás fue el control del petróleo". La creencia de que el petróleo fue el motivador central detrás del golpe ha sido reflejada en los medios populares por autores como Robert Byrd, Alan Greenspan, y Ted Koppel.

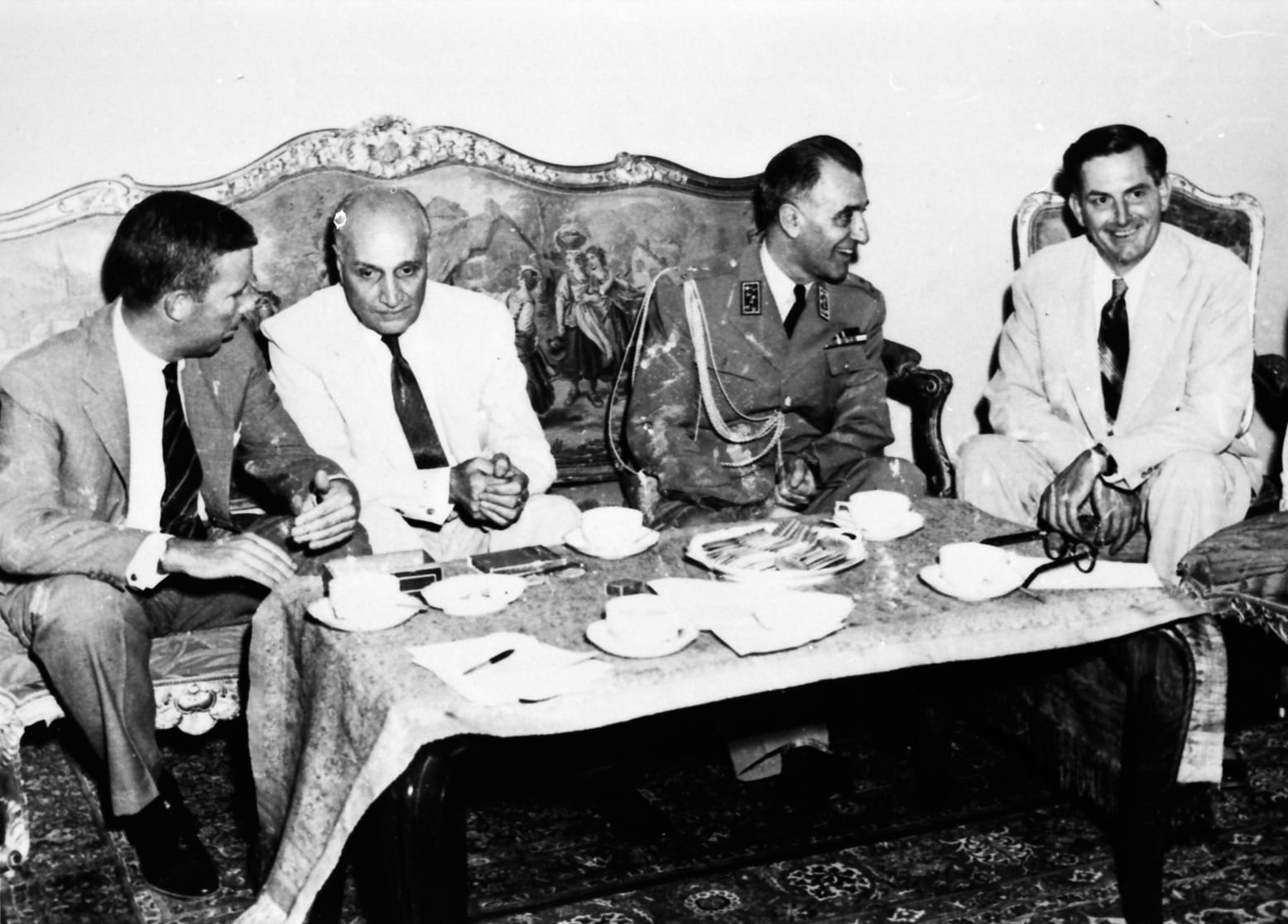
Fazlollah Zahedi (segundo por la derecha) junto a diplomáticos estadounidenses el 31 de agosto de 1953.

El politólogo de Oriente Medio, Mark Gasiorowski, afirma que, si bien, a primera vista, el argumento de que los encargados de formular políticas estadounidenses ayudaron a las compañías petroleras estadounidenses a ganar una participación en la producción de petróleo iraní es considerable, "parece más plausible argumentar que los responsables políticos de los Estados Unidos estaban motivados principalmente por los temores de una toma de poder comunista en Irán y que la participación de las empresas estadounidenses se buscaba principalmente para evitar que esto ocurriera. La Guerra Fría estaba en su apogeo a principios de la década de 1950 y la Unión Soviética era vista como una potencia expansionista que buscaba la dominación mundial. Eisenhower había convertido la amenaza soviética en un tema clave en las elecciones de 1952, acusando a los demócratas de ser blandos con el comunismo y de haber "perdido a China". Una vez en el poder, la nueva administración rápidamente buscó poner en práctica sus puntos de vista".
Gasiorowski afirma además que "las principales compañías petroleras estadounidenses no estaban interesadas en Irán en este momento. Existía un exceso en el mercado mundial del petróleo. Las grandes empresas estadounidenses habían aumentado su producción en Arabia Saudí y Kuwait en 1951 para compensar la pérdida de producción iraní; operar en Irán los obligaría a reducir la producción en estos países, lo que crearía tensiones con los líderes saudíes y kuwaitíes. Además, si los sentimientos nacionalistas se mantuvieran altos en Irán, la producción sería arriesgada. Las compañías petroleras estadounidenses no habían mostrado interés en Irán en 1951 y 1952. A fines de 1952, la administración Truman había llegado a creer que la participación de las compañías estadounidenses en la producción de petróleo iraní era esencial para mantener la estabilidad en Irán y mantener a Irán fuera de las manos soviéticas. Truman, una de las principales compañías petroleras de los Estados Unidos, ofreció reducir un gran caso antimonopolio que luego se presentó contra ellos. La administración Eisenhower compartió los puntos de vista de Truman sobre la participación de las empresas estadounidenses en Irán y también acordó reducir el caso antimonopolio. Por lo tanto, las grandes empresas de los Estados Unidos no solo no querían participar en Irán en este momento, sino que los responsables políticos de los Estados Unidos hicieron un gran esfuerzo para convencerlos de que se involucraran".
En 2004, Gasiorowski editó un libro sobre el golpe argumentando que "el clima de intensa rivalidad de la Guerra Fría entre las superpotencias, junto con la ubicación vital estratégica de Irán entre la Unión Soviética y los campos petroleros del Golfo Pérsico, llevó a los funcionarios estadounidenses a creer que tenían que tomar las medidas necesarias para evitar que Irán caiga en manos soviéticas". Si bien "estas preocupaciones parecen exageradas hoy", el patrón de "la crisis de Azerbaiyán de 1945–46, la consolidación del control soviético en Europa del Este, el triunfo comunista en China y la Guerra de Corea y con el Temor rojo en su apogeo en Estados Unidos" no permitiría que los funcionarios estadounidenses se arriesguen a permitir que el Partido Tudeh gane el poder en Irán. Además, "los funcionarios estadounidenses creían que resolver la disputa petrolera era esencial para restablecer la estabilidad en Irán, y después de marzo de 1953 parecía que la disputa solo podía resolverse a expensas de Gran Bretaña o de Mosaddeq". Concluye que "fueron las consideraciones geoestratégicas, más que el deseo de destruir el movimiento de Mosaddeq, establecer una dictadura en Irán o ganar el control del petróleo de Irán, lo que persuadió a los funcionarios estadounidenses a emprender el golpe".
Ante la elección entre los intereses británicos e Irán, Estados Unidos eligió Gran Bretaña, dijo Gasiorowski. "Gran Bretaña era el aliado más cercano de Estados Unidos y los dos países estaban trabajando como socios en una amplia gama de asuntos de vital importancia en todo el mundo en este momento. Preservar esta estrecha relación era más importante para los funcionarios estadounidenses que salvar el tambaleante régimen de Mosaddeq". Un año antes, el primer ministro británico Winston Churchill utilizó el apoyo de Gran Bretaña para Estados Unidos en la Guerra Fría para insistir en que Estados Unidos no socavara su campaña para aislar a Mosaddegh. "Gran Bretaña estaba apoyando a los estadounidenses en Corea, le recordó a Truman, y tenía derecho a esperar la 'unidad angloamericana' en Irán".: 145 
Los dos ganadores principales de la Segunda Guerra Mundial, que habían sido aliados durante la guerra, se convirtieron en superpotencias y competidores tan pronto como terminó la guerra, cada uno con sus propias esferas de influencia y estados clientes. Después del golpe de 1953, Irán se convirtió en uno de los estados clientes de los Estados Unidos. En su libro anterior, U.S. Foreign Policy and the Shah: Building a Client State in Iran, Gasiorowski identifica los estados clientes de los Estados Unidos y de la Unión Soviética durante 1954-1977. Gasiorowski identificó a Camboya, Guatemala, Indonesia, Irán, Laos, Nicaragua, Panamá, Filipinas, Corea del Sur, Vietnam del Sur y Taiwán como estados clientes fuertes de los Estados Unidos e identificó aquellos que eran moderadamente importantes para los Estados Unidos como Bolivia, Brasil, Colombia, Costa Rica, República Dominicana, Ecuador, El Salvador, Grecia, Haití, Honduras, Israel, Jordania, Liberia, Pakistán, Paraguay, Tailandia, Túnez, Turquía y Zaire. Nombró a Argentina, Chile, Etiopía, Japón y Perú como estados clientes "débiles" de los Estados Unidos.
Gasiorowski identificó a Bulgaria, Cuba, Checoslovaquia, Alemania Oriental, Hungría, Mongolia, Polonia, Vietnam del Norte y Rumania como "estados clientes fuertes" de la Unión Soviética, y Afganistán, Egipto, Guinea, Corea del Norte, Somalia y Siria como moderadamente importantes. Malí y Yemen del Sur fueron clasificados como estados clientes débiles de la Unión Soviética.
Según Kinzer, para la mayoría de los estadounidenses, la crisis en Irán se convirtió en parte del conflicto entre el comunismo y el "mundo libre".: 84  "Una gran sensación de miedo, particularmente el miedo al cerco, moldeó la conciencia estadounidense durante este período... El poder soviético ya había sometido a Letonia, Lituania y Estonia. Los gobiernos comunistas se impusieron a Bulgaria y Rumania en 1946, Hungría y Polonia en 1947 y Checoslovaquia en 1948. Albania y Yugoslavia también recurrieron al comunismo. Los comunistas griegos hicieron una violenta apuesta por el poder. Los soldados soviéticos bloquearon las rutas terrestres a Berlín durante dieciséis meses. En 1949, la Unión Soviética probó con éxito un arma nuclear. Ese mismo año, las fuerzas pro occidentales en China perdieron su Guerra Civil ante los comunistas liderados por Mao Zedong. Desde Washington, parecía que los enemigos estaban en marcha en todas partes".: 84  En consecuencia, "Estados Unidos, desafiado por lo que la mayoría de los estadounidenses vio como un avance comunista implacable, lentamente dejó de ver a Irán como un país con una historia única que enfrentaba un desafío político único".: 205  Algunos historiadores, incluidos Abbas Milani y George Lenczowski se han hecho eco de la opinión de que los temores de una toma del poder comunista o la influencia soviética motivaron a los Estados Unidos a intervenir.
El 11 de mayo de 1951, antes del derrocamiento de Mosaddegh, Adolf A. Berle advirtió al Departamento de Estado de los Estados Unidos que el "control de Oriente Medio por los Estados Unidos estaba en juego, lo que, con su petróleo del Golfo Pérsico, significaba 'un control sustancial' del mundo".

### Cobertura mediática de Estados Unidos y Reino Unido
Cuando Mosaddegh pidió la disolución de Majlis en agosto de 1953, los editores de The New York Times opinaron que: "El primer ministro Mosaddegh está organizando un plebiscito más fantástico y absurdo que cualquier otro celebrado bajo Hitler o Stalin en Irán". un esfuerzo por convertirse en un dictador indiscutible del país".
Un año después del golpe, el New York Times escribió el 6 de agosto de 1954 que un nuevo "acuerdo petrolero entre Irán y un consorcio de compañías petroleras extranjeras" era "una buena noticia".

Aunque la disputa sobre el petróleo iraní ha sido costosa para todos los involucrados, el asunto aún puede probarse si las lecciones se aprenden: los países subdesarrollados con recursos ricos ahora tienen una lección objetiva sobre el alto costo que debe pagar uno de sus miembros que enloquece con el nacionalismo fanático. Quizás sea demasiado esperar que la experiencia de Irán impida el surgimiento de Mossadeghs en otros países, pero esa experiencia al menos puede fortalecer las manos de líderes más razonables y más visionarios. En algunos círculos en Gran Bretaña, se impondrá la acusación de que el "imperialismo" estadounidense, ¡en la forma de las firmas petroleras estadounidenses en el consorcio!, una vez más ha apartado a Gran Bretaña de una fortaleza histórica.

El gobierno británico usó el servicio persa de la BBC para avanzar su propaganda contra Mosaddegh. El material anti-Mosaddegh se transmitió repetidamente en el canal de radio en la medida en que el personal iraní de la radio persa de la BBC se declaró en huelga para protestar contra la medida. El documental Cinematograph se emitió el 18 de agosto de 2011 en el aniversario del golpe. En él, la BBC admitió por primera vez el papel de la radio BBC persa como el brazo de propaganda del gobierno británico en Irán. El narrador de Cinematograph dijo:

El gobierno británico usó la BBC persa para avanzar su propaganda contra Mosaddegh y el material anti-Mosaddegh se transmitió repetidamente en la emisora de radio en la medida en que el personal iraní en la radio BBC persa hizo una huelga para protestar contra la medida.

El documental citaba un documento clasificado del 21 de julio de 1951 en el que un funcionario del Ministerio de Relaciones Exteriores agradecía al embajador británico por sus propuestas que fueron seguidas precisamente por la radio persa de la BBC para fortalecer su propaganda contra Mosaddegh:

La BBC ya había hecho la mayoría de los puntos que usted enumeró, pero estaban muy contentos de tener una indicación de lo que probablemente sería más efectivo y organizará su programa en consecuencia... También deberíamos evitar ataques directos a 'las clases dominantes', ya que parece probable que queramos tratar con un gobierno extraído de esas clases en caso de que Mosaddegh caiga.

El documento enfatizó además que el Ministerio de Asuntos Exteriores "estará agradecido por los comentarios [del embajador] sobre la línea de propaganda que hemos propuesto".
Un informe temprano sobre el papel de la CIA en el golpe de Estado apareció en The Saturday Evening Post a finales de 1954, con la intención de explicar cómo "la pequeña nación estratégica de Irán fue rescatada del apretón de Moscú". El informe fue aprobado por la CIA, y sus autores pueden haber sido asistidos por Kermit Roosevelt Jr., quien había escrito antes para el Post.

## Implicación del Reino Unido
A pesar de la presión del gobierno británico, el Archivo de Seguridad Nacional publicó dos documentos desclasificados en agosto de 2017 que confirman la solicitud británica de la asistencia de los Estados Unidos para expulsar a Mosaddeq. Según estos registros, los británicos primero se acercaron al gobierno estadounidense sobre un plan para el golpe en noviembre de 1952 "repetidamente" pidiéndole a Estados Unidos que se uniera al golpe, alegando que el gobierno de Mosaddeq sería ineficaz para prevenir una toma del poder comunista, y que Mosaddegh fue un amenaza a la lucha global de Estados Unidos contra el comunismo, que creían que requería acción; los registros también indican que las agencias de espionaje del Reino Unido y de los Estados Unidos habían tenido "discusiones muy tentativas y preliminares sobre la posibilidad de tal movimiento". En ese momento, el gobierno estadounidense ya se estaba preparando para ayudar a Mosaddeq en sus tratos petroleros con los británicos y creía que era anticomunista, consideraciones que hicieron que el gobierno de los Estados Unidos se mostrara escéptico sobre el complot. Como el mandato del presidente Truman estaba llegando a su fin en enero de 1953, y había demasiada incertidumbre y peligro asociados con el complot, el gobierno de los Estados Unidos decidió no tomar medidas contra Mosaddeq en ese momento.
Según los documentos de 1952, fue Christopher Steel, el funcionario número 2 en la embajada británica en Washington, quien "lanzó" la idea del golpe a los funcionarios estadounidenses en medio de las conversaciones entre Estados Unidos y Gran Bretaña que habían comenzado en octubre. El documento también dice que los funcionarios británicos rechazaron la sugerencia de Paul Nitze de que, en lugar de ejecutar un golpe de Estado, monten una "campaña" contra el ayatolá Abolqasem Kashani, "un opositor principal de la participación británica en la industria petrolera de Irán" y el partido comunista Tudeh. Ellos "presionaron a los Estados Unidos para que tomaran una decisión" ya que sabían que "la administración Truman estaba en sus últimas semanas". Según Wilber, el Servicio de Inteligencia Secreto británico trabajó con la CIA para formar una campaña de propaganda a través de "la prensa, los folletos y el clero de Teherán" para "debilitar al gobierno de Mossadeq de cualquier manera posible".
La ley de nacionalización del petróleo condujo a un "conflicto directo" entre Mosaddegh y el gobierno británico. Entonces, Gran Bretaña trató de recuperar su control sobre la industria petrolera en Irán siguiendo una "estrategia de tres vías" destinada a "presionarlo a un acuerdo favorable o sacarlo del poder". Los tres componentes de la estrategia de Gran Bretaña fueron: I) "maniobras legales", incluida la denegación de negociación directa con Mosaddegh, II) Imponer sanciones económicas a Irán acompañadas de la realización de juegos de guerra en la región y III) Eliminación de Mosaddegh a través de "acción política encubierta".

## Consecuencias
El golpe de Estado en Irán "dejó un legado profundo y duradero". Según la historia basada en documentos publicados en el Archivo de Seguridad Nacional y reflejados en el libro Mohammad Mosaddeq y el Golpe de 1953 en Irán, el golpe causó daños duraderos a la reputación de los Estados Unidos.
El golpe de estado '28 Mordad ', como se lo conoce por su fecha persa [en el calendario solar Hijri], fue un hito para Irán, para Oriente Medio y para la posición de los Estados Unidos en la región. La operación conjunta entre Estados Unidos y Gran Bretaña puso fin al impulso de Irán para afirmar el control soberano sobre sus propios recursos y ayudó a poner fin a un capítulo vibrante en la historia de los movimientos nacionalistas y democráticos del país. Estas consecuencias resonaron con un efecto dramático en años posteriores. Cuando el shah finalmente cayó en 1979, los recuerdos de la intervención de Estados Unidos en 1953, que hizo posible el reinado posterior y cada vez más impopular de 25 años del monarca, intensificaron el carácter antiamericano de la revolución en la mente de muchos iraníes.
El monarca autoritario apreció el golpe, escribió Kermit Roosevelt en su relato del asunto. "'¡Le debo mi trono a Dios, a mi pueblo, a mi ejército y a ti!' Por 'usted' él [el shah] se refería a mí y a los dos países, Gran Bretaña y Estados Unidos, a los que representaba. Todos éramos héroes".
El 16 de junio de 2000, The New York Times publicó el informe secreto de la CIA, Historia del servicio clandestino para el derrocamiento del primer ministro Mossadeq de Irán: noviembre de 1952 - agosto de 1953, explicando en parte el golpe desde la perspectiva del agente de la CIA Wilber. En una historia relacionada, el periodista del New York Times James Risen escribió una historia que revelaba que el informe de Wilber, oculto durante casi cinco décadas, había salido a la luz recientemente.
En el verano de 2001, Ervand Abrahamian escribe en la revista Science & Society que a la versión de Wilber del golpe le faltaba información clave, parte de la cual estaba disponible en otros lugares.
 The New York Times filtró recientemente un informe de la CIA sobre el derrocamiento estadounidense-británico de Mosaddeq, primer ministro de Irán en 1953. Facturó el informe como una historia secreta del golpe secreto, y lo trató como un sustituto invaluable para los archivos estadounidenses que permanecen inaccesibles. Pero una reconstrucción del golpe de estado de otras fuentes, especialmente de los archivos del Ministerio de Asuntos Exteriores británico, indica que este informe está altamente desinfectado. Se pasa por alto temas tan delicados como la participación crucial del embajador de Estados Unidos en el derrocamiento real; el papel de los asesores militares estadounidenses; el aprovechamiento de los nazis locales y los terroristas musulmanes; y el uso de asesinatos para desestabilizar al gobierno. Además, sitúa el golpe de estado en el contexto de la Guerra Fría en lugar de la crisis petrolera anglo-iraní, un caso clásico de nacionalismo que choca con el imperialismo en el Tercer Mundo.

En una reseña del Legacy of Ashes de Tim Weiner, el historiador Michael Beschloss escribió: "El Sr. Weiner argumenta que un mal historial de la CIA ha alentado muchos de nuestros problemas contemporáneos más graves... Una generación de iraníes creció sabiendo que la CIA había instalado al shah", señala el Sr. Weiner. "Con el tiempo, el caos que la agencia había creado en las calles de Teherán volvería a perseguir a Estados Unidos".
La administración de Dwight D. Eisenhower consideró que el golpe fue un éxito, pero, dado su retroceso, esa opinión ya no se mantiene en general, debido a su "legado inquietante y terrible".: 215  En 2000, Madeleine Albright, secretaria de Estado de los Estados Unidos, dijo que la intervención de los Estados Unidos en los asuntos internos de Irán fue un revés para el gobierno democrático. Se cree ampliamente que el golpe contribuyó significativamente a la Revolución iraní de 1979, que depuso al shah "prooccidental" y reemplazó a la monarquía con una república islámica "antioccidental".
"Para muchos iraníes, el golpe demostró duplicidad por parte de Estados Unidos, que se presentó como un defensor de la libertad, pero no dudó en utilizar métodos encubiertos para derrocar a un gobierno elegido democráticamente para satisfacer sus propios intereses económicos y estratégicos", informó la Agence France-Presse.
El juez de la Corte Suprema de los Estados Unidos, William O. Douglas, quien visitó Irán tanto antes como después del golpe, escribió que "cuando Mosaddegh y Persia iniciaron reformas básicas, nos alarmamos. Nos unimos a los británicos para destruirlo; lo logramos y desde entonces, nuestro nombre no ha sido honrado en Oriente Medio".

### Irán
Cuando el sah regresó a Irán después del golpe, fue recibido por una multitud que lo vitoreaba. Escribió en sus memorias que si bien había sido rey durante más de una década, por primera vez sintió que la gente lo había "elegido" y "aprobado", y que tenía un mandato popular "legítimo" para llevar a cabo sus reformas (aunque algunos en la multitud pudieron haber sido sobornados). El shah nunca pudo eliminar la reputación de ser un gobernante "impuesto por el extranjero" entre los iraníes no monárquicos. El shah a lo largo de su gobierno continuó asumiendo que era apoyado por prácticamente todos en Irán, y se hundió en un profundo desánimo cuando en 1978 las turbas masivas exigieron su expulsión. El incidente lo dejó asombrado por el poder estadounidense, mientras que también le dio un profundo odio hacia los británicos. Cuando el sah intentó durante la década de 1970 controlar nuevamente los precios del petróleo (a través de la OPEP) y cancelar el mismo acuerdo de consorcio petrolero que causó el golpe de 1953, resultó en una disminución masiva en el apoyo de los Estados Unidos al shah, e irónicamente aceleró su caída.

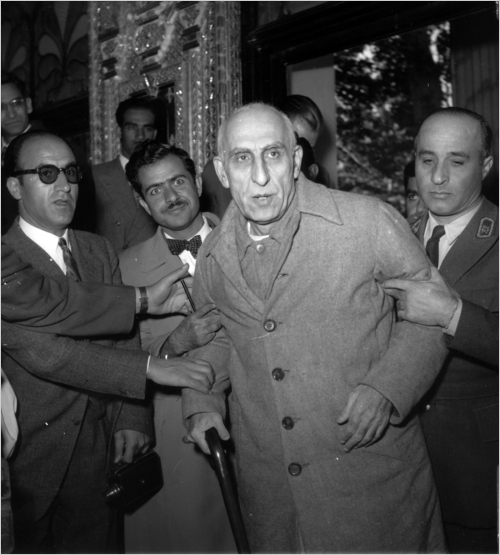
Mohammad Mosaddegh en los tribunales, el 8 de noviembre de 1953.

Una consecuencia inmediata del golpe de Estado fue la supresión de toda disidencia política republicana, especialmente el grupo paraguas de oposición liberal y nacionalista Frente Nacional, así como el partido (comunista) Tudeh, y la concentración del poder político en el sah y sus cortesanos. El ministro de Asuntos Exteriores y el asociado más cercano de Mosaddegh, Hossein Fatemi, fue ejecutado por orden de la corte militar del sha mediante un pelotón de fusilamiento el 10 de noviembre de 1954. Según Kinzer, "el triunfante shah [Pahlavi] ordenó la ejecución de varias docenas de oficiales militares y líderes estudiantiles que habían estado estrechamente asociados con Mohammad Mosaddegh".
Como parte de la represión política posterior al golpe de Estado entre 1953 y 1958, el sah prohibió el Frente Nacional y arrestó a la mayoría de sus líderes. El shah personalmente evitó la pena de muerte a Mosaddegh, y le dieron 3 años de prisión, seguido de arresto domiciliario de por vida.
Muchos partidarios de Irán continuaron luchando contra el nuevo régimen, pero fueron reprimidos y algunos incluso fueron asesinados. El partido político que fundó Mosaddegh, el Frente Nacional de Irán, fue reorganizado más tarde por Karim Sanjabi, y actualmente está dirigido por el poeta nacional de Irán Adib Boroumand, quien fue un fuerte partidario de Mosaddegh y ayudó a difundir la propaganda pro-Mosaddegh durante la crisis de Abadán y sus secuelas.
Los comunistas del Tudeh soportaron la mayor parte de la represión. Las fuerzas de seguridad del sha arrestaron a 4 121 activistas políticos de Tudeh, incluidos 386 funcionarios públicos, 201 estudiantes universitarios, 165 maestros, 125 trabajadores calificados, 80 trabajadores textiles y 60 zapateros. Cuarenta fueron ejecutados (principalmente por asesinato, como Khosrow Roozbeh), otros 14 murieron bajo tortura y más de 200 fueron condenados a cadena perpetua. La red de arrastre posterior al golpe del shah también capturó a 477 miembros de Tudeh ("22 coroneles, 69 mayores, 100 capitanes, 193 tenientes, 19 suboficiales y 63 cadetes militares") que estaban en las fuerzas armadas iraníes. Después de que se revelara su presencia, algunos partidarios del Frente Nacional se quejaron de que esta red militar comunista del Tudeh podría haber salvado a Mosaddegh. Sin embargo, pocos oficiales del Tudeh comandaban poderosas unidades de campo, especialmente divisiones de tanques que podrían haber contrarrestado el golpe. La mayoría de los oficiales capturados del Tudeh provenían de las academias militares, la policía y el cuerpo médico. Al menos once de los oficiales del ejército capturados fueron torturados hasta la muerte entre 1953 y 1958. Sin embargo, la respuesta del sha fue extremadamente leve en comparación con la reacción típica que la futura República Islámica generalmente daría a sus oponentes, o incluso a otras autocracias contemporáneas.

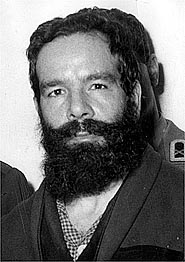
Hossein Fatemi tras su arresto.

Después del golpe de 1953, el gobierno del shah formó el SAVAK, la policía secreta, muchos de cuyos agentes fueron entrenados en los Estados Unidos. El SAVAK supervisó a los disidentes y llevó a cabo la censura. Después del incidente de Siahkal de 1971, se le dio una "correa floja" para torturar a los presuntos disidentes con "fuerza bruta" que, a lo largo de los años, "aumentó dramáticamente", y casi 100 personas fueron ejecutadas por razones políticas durante los últimos 20 años del mandato del shah. Sin embargo, el sah generalmente trató el disenso de una manera relativamente leve en comparación con la mayoría de los líderes autocráticos. Después de la revolución, el SAVAK se abolió oficialmente, pero en realidad se "expandió drásticamente" a una nueva organización que mató a más de 8 000–12 000 prisioneros solo entre 1981–1985, y 20 000–30 000 en total, con un prisionero que cumplió condena bajo el mandato de ambos. El shah y la República Islámica declararon que "cuatro meses bajo el guardián (de la República Islámica) Asadollah Lajevardi equivalían a cuatro años bajo el SAVAK".
Otro efecto fue la fuerte mejora de la economía de Irán; terminó el embargo petrolero liderado por los británicos contra Irán, y los ingresos petroleros aumentaron significativamente más allá del nivel de prenacionalización. A pesar de que Irán no controla su petróleo nacional, el sah acordó reemplazar la Anglo-Iranian Oil Company con un consorcio: British Petroleum y ocho compañías petroleras europeas y americanas; como resultado, los ingresos petroleros aumentaron de $34 millones en 1954–1955 a $181 millones en 1956–1957 y continuaron aumentando, y Estados Unidos envió ayuda para el desarrollo y asesores. El gobierno del shah intentó resolver el problema de la nacionalización del petróleo mediante este método, e Irán comenzó a desarrollarse rápidamente bajo su gobierno. El shah más tarde en sus memorias declaró que Mosaddegh era un "dictador" que estaba "dañando" a Irán a través de su "terquedad", mientras que él (el sah) "seguía" la opción más inteligente. En la década de 1970, Irán era más rico que todos sus vecinos circundantes, y los economistas frecuentemente predijeron que se convertiría en una gran potencia económica mundial y en un país desarrollado.

### Internacional
Kinzer escribió que el golpe de Estado de 1953 fue la primera vez que Estados Unidos utilizó la CIA para derrocar a un gobierno civil elegido democráticamente. La administración Eisenhower vio la «Operación Ajax» como un éxito, con "un efecto inmediato y de gran alcance. Durante la noche, la CIA se convirtió en una parte central del aparato de política exterior estadounidense, y la acción encubierta se consideró una forma barata y efectiva de dar forma al curso de los acontecimientos mundiales", un golpe de Estado diseñado por la CIA llamado «Operación PBSUCCESS» derrocando al gobierno guatemalteco debidamente elegido de Jacobo Arbenz Guzmán, que había nacionalizado las tierras agrícolas propiedad de la United Fruit Company, al año siguiente.: 209 
Un gobierno proestadounidense en Irán duplicó la ventaja geográfica y estratégica de los Estados Unidos en Oriente Medio, ya que Turquía, que también limitaba con la Unión Soviética, era parte de la OTAN.
En 2000, la secretaria de Estado de los Estados Unidos, Madeleine K. Albright, reconoció el papel fundamental del golpe en la relación problemática y "estuvo más cerca de disculparse que cualquier funcionario estadounidense antes".
La administración Eisenhower creía que sus acciones estaban justificadas por razones estratégicas... Pero el golpe fue claramente un revés para el desarrollo político de Irán. Y es fácil ver ahora por qué muchos iraníes continúan resentidos por esta intervención de Estados Unidos en sus asuntos internos.
En junio de 2009, el presidente de los Estados Unidos, Barack Obama, en un discurso en El Cairo, Egipto, habló sobre la relación de los Estados Unidos con Irán, mencionando el papel de los Estados Unidos en el golpe de Estado iraní de 1953 diciendo:

Este tema ha sido una fuente de tensión entre los Estados Unidos y la República Islámica de Irán. Durante muchos años, Irán se ha definido en parte por su oposición a mi país, y de hecho hay una historia tumultuosa entre nosotros. En medio de la Guerra Fría, Estados Unidos jugó un papel en el derrocamiento de un gobierno iraní elegido democráticamente. Desde la Revolución Islámica, Irán ha desempeñado un papel en actos de toma de rehenes y violencia contra las tropas y civiles de los Estados Unidos. Esta historia es bien conocida. En lugar de quedar atrapado en el pasado, les he dejado claro a los líderes y al pueblo de Irán que mi país está preparado para avanzar.

## Legado
En la República Islámica, el recuerdo del golpe es bastante diferente al de los libros de historia publicados en Occidente, y sigue los preceptos del ayatolá Jomeini de que los juristas islámicos deben guiar al país para evitar "la influencia de potencias extranjeras". Kashani salió en contra de Mosaddegh a mediados de 1953 y "le dijo a un corresponsal extranjero que Mosaddegh había caído porque había olvidado que el shah contaba con un amplio apoyo popular". Un mes más tarde, Kashani "fue aún más lejos y declaró que Mosaddegh merecía ser ejecutado porque había cometido el último delito: rebelarse contra el sha, 'traicionar' al país y violar reiteradamente la ley sagrada".
Los hombres asociados con Mosaddegh y sus ideales dominaron el primer gobierno posrevolucionario de Irán. El primer primer ministro después de la Revolución iraní fue Mehdi Bazargan, un asociado cercano de Mosaddegh. Pero con la división posterior entre el establecimiento islámico conservador y las fuerzas liberales seculares, el trabajo y el legado de Mosaddegh ha sido ampliamente ignorado por el establecimiento de la República Islámica.: 258  Sin embargo, Mosaddegh sigue siendo una figura histórica popular entre las facciones de la oposición iraní. La imagen de Mosaddegh es uno de los símbolos del movimiento de oposición de Irán, también conocido como el Movimiento Verde. Kinzer escribe que Mosaddegh "para la mayoría de los iraníes" es "el símbolo más vívido de la larga lucha de Irán por la democracia" y que los manifestantes modernos que portan una imagen de Mosaddegh son el equivalente a decir "Queremos democracia" y "No a la intervención extranjera".
En la República Islámica del Irán, el libro de Kinzer Todos los hombres del sha: un golpe estadounidense y las raíces del terror en Oriente Medio ha sido censurado de las descripciones de las actividades del ayatolá Abol-Ghasem Kashani durante el golpe de Estado angloamericano. Mahmood Kashani, hijo de Abol-Ghasem Kashani, "uno de los principales miembros de la élite actual y gobernante", a quien el Consejo de Guardianes iraníes ha aprobado dos veces para la presidencia, niega que haya habido un golpe de Estado en 1953, diciendo que Mosaddegh obedecía los planes británicos para socavar el papel de los clérigos chiitas.
Esta acusación también se postula en el libro Khaterat-e Arteshbod-e Baznesheshteh Hossein Fardoust (Memorias del general retirado Hossein Fardoust), publicado en la República Islámica y supuestamente escrito por Hossein Fardoust, un exoficial del SAVAK. Dice que, en lugar de ser un enemigo mortal de los británicos, Mohammad Mosaddegh siempre los favoreció, y su campaña de nacionalización de la Anglo-Iranian Oil Company se inspiró en "los británicos mismos". El erudito Ervand Abrahamian sugiere que el hecho de que se anunciara la muerte de Fardoust antes de la publicación del libro puede ser significativo, ya que las autoridades de la República Islámica pueden haberlo obligado a escribir tales declaraciones bajo coacción.

### Puntos de vista
Ruhollah Jomeini dijo que el gobierno no prestó suficiente atención a las figuras religiosas que causaron el golpe de Estado y describió la separación entre religión y política como una falla en la historia contemporánea.
Ali Khamenei creía que Mosaddeq confiaba en Estados Unidos y les pidió que ayudaran a confrontar a Gran Bretaña. Como resultado, el golpe de Estado de 1953 fue ejecutado por los Estados Unidos contra Mosaddeq.
Barack Obama, el 44.º presidente de los Estados Unidos, dijo con respecto al papel de Estados Unidos en el golpe de Estado iraní de 1953 que "puede ser bien conocido, pero no está bien fundado". También afirmó que Estados Unidos desempeñó un papel importante en el derrocamiento de un primer ministro elegido democráticamente.
En un tweet enviado el 19 de agosto de 2018, el ministro de Relaciones Exteriores iraní, Mohammad Javad Zarif, declaró que los Estados Unidos derrocaron al gobierno democráticamente elegido popularmente del Dr. Mosaddegh con el golpe de Estado de 1953, restaurando la dictadura y subyugando a los iraníes durante los próximos 25 años.